# Wereldkampioenschap voetbal 2006 (kwalificatie CAF)

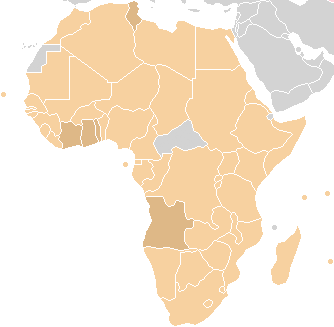
Gekwalificeerde landen
Niet gekwalificeerd

Aan de kwalificatie voor het wereldkampioenschap 2010 voor de Afrikaanse landen die lid zijn de CAF deden 51 landen mee. Dit kwalificatietoernooi bepaalde tevens welke landen mee mochten doen aan de Afrika Cup van 2006. Het gastland (Egypte) voor de Afrika Cup moest daarom toch meedoen aan dit toernooi. Ook de titelverdediger van de Afrika Cup, Tunesië, moest meedoen en was voor geen van beide toernooien automatische geplaatst.

## Opzet
Van de 51 deelnemende landen aan de kwalificatie moesten 42 landen in een voorronde met een thuis- en uitwedstrijd zich plaatsen voor de groepsfase. Hierin speelden de 21 winnaars en de negen vrijgestelde landen (Congo-Kinshasa, Egypte, Ivoorkust, Kameroen, Marokko, Nigeria, Senegal, Tunesië en Zuid-Afrika; de vijf Afrikaanse deelnemers aan het WK 2002 plus de vier hoogst gerangschikte Afrikaanse teams op de FIFA-wereldranglijst). In vijf groepen van zes landen, waarvan de top drie zich plaatste voor de eindronde van de Afrika Cup (de vijf groepswinnaars plaatsten zich voor het WK). In de groep met Egypte plaatste ook de nummer vier zich omdat het automatische geplaatste Egypte als derde eindigde in zijn groep. Alleen de groepswinnaars plaatsten zich voor de eindronde van het wereldkampioenschap voetbal.

## Gekwalificeerde landen
Onderstaande landen kwalificeerden zich voor het wereldkampioenschap voetbal van 2006. 
| FIFA-lid  | Kwalificatie | Kwal. datum    | Aantal dln. (incl. 2006) | Dln. op rij | Eerste dln. |
| --------- | ------------ | -------------- | ------------------------ | ----------- | ----------- |
| Togo      | 1e Groep A   | 8 oktober 2005 | 1e                       | 1           | 2006        |
| Ghana     | 1e Groep B   | 8 oktober 2005 | 1e                       | 1           | 2006        |
| Ivoorkust | 1e Groep C   | 8 oktober 2005 | 1e                       | 1           | 2006        |
| Angola    | 1e Groep D   | 8 oktober 2005 | 1e                       | 1           | 2006        |
| Tunesië   | 1e Groep E   | 8 oktober 2005 | 4e                       | 3           | 1978        |

## Voorronde

### Wedstrijden
In tegenstelling tot het vorig WK plaatsten toen dertig landen zich voor de tweede ronde , toen vijfentwintig. Namibië en Madagaskar werden uitgeschakeld door respectievelijk Rwanda en Benin, Mali, Oeganda, Botswana en Kaapverdië namen de plaats in van Sierra Leone. Grote verrassingen deden zich niet voor, wel hadden Togo en Angola al in de eerste ronde uitgeschakeld kunnen zijn: Togo maakte een achterstand van 1-0 in de eerste wedstrijd net goed door met 2-0 van Equitoriaal Guinea te winnen, Angola verloor de eerste wedstrijd van Tsjaad met 3-1 om vervolgens met een 2-0 zege met de hakken over de sloot de tweede ronde te halen.
| Team 1               | Totaal | Team 2                        | 1e wedstrijd | 2e wedstrijd |
| -------------------- | ------ | ----------------------------- | ------------ | ------------ |
| Guinee-Bissau        | 1–4    | Mali                          | 1–2          | 0–2          |
| Madagaskar           | 3–4    | Benin                         | 1–1          | 2–3          |
| Seychellen           | 1–5    | Zambia                        | 0–4          | 1–1          |
| Botswana             | 4–1    | Lesotho                       | 4–1          | 0–0          |
| Equatoriaal-Guinea   | 1–2    | Togo                          | 1–0          | 0–2          |
| Sao Tomé en Principe | 0–9    | Libië                         | 0–1          | 0–8          |
| Tanzania             | 0–3    | Kenia                         | 0–0          | 0–3          |
| Niger                | 0–7    | Algerije                      | 0–1          | 0–6          |
| Oeganda              | 4–3    | Mauritius                     | 3–0          | 1–3          |
| Soedan               | 3–0    | Eritrea                       | 3–0          | 0–0          |
| Zimbabwe             | 4–2    | Mauritanië                    | 3–0          | 1–2          |
| Swaziland            | 1–4    | Kaapverdië                    | 1–1          | 0–3          |
| Burundi              | 1–4    | Gabon                         | 0–0          | 1–4          |
| Tsjaad               | 3–3    | Angola                        | 3–1          | 0–2          |
| Congo-Brazzaville    | 2–1    | Sierra Leone                  | 1–0          | 1–1          |
| Ethiopië             | 1–3    | Malawi                        | 1–3          | 0–0          |
| Rwanda               | 4–1    | Namibië                       | 3–0          | 1–1          |
| Guinee               | 5–3    | Mozambique                    | 1–0          | 4–3          |
| Gambia               | 2–3    | Liberia                       | 2–0          | 0–3          |
| Somalië              | 0–7    | Ghana                         | 0–5          | 0–2          |
| Burkina Faso         | —      | Centraal-Afrikaanse Republiek | —            | —            |

|                                                |               |       |                        |                                                                                |
| 10 oktober 2003 «onderlinge duels» 16:00 (UTC) | Guinee-Bissau | 1 – 2 | Mali                   | Estádio 24 de Setembro, Bissau Toeschouwers: 22.000 Scheidsrechter: Modou Sowe |
| 10 oktober 2003 «onderlinge duels» 16:00 (UTC) | Fernandes 50' |       | 8' Keita 69' Coulibaly | Estádio 24 de Setembro, Bissau Toeschouwers: 22.000 Scheidsrechter: Modou Sowe |

|                                                 |                                 |       |               |                                                                         |
| 14 november 2003 «onderlinge duels» 20:00 (UTC) | Mali                            | 2 – 0 | Guinee-Bissau | Stade du 26 Mars, Bamako Toeschouwers: 13.251 Scheidsrechter: Ba Seydou |
| 14 november 2003 «onderlinge duels» 20:00 (UTC) | Coulibaly 15' Sidibé 84' (pen.) |       |               | Stade du 26 Mars, Bamako Toeschouwers: 13.251 Scheidsrechter: Ba Seydou |

Mali won met 4–1 over twee wedstrijden en plaatst zich voor de groepsfase van dit kwalificatietoernooi.
|                                                  |            |       |               |                                                                                  |
| 11 oktober 2003 «onderlinge duels» 14:30 (UTC+3) | Madagaskar | 1 – 1 | Benin         | Mahamasinastadion, Antananarivo Toeschouwers: 5.131 Scheidsrechter: Eddy Maillet |
| 11 oktober 2003 «onderlinge duels» 14:30 (UTC+3) | Edmond 28' |       | 74' Adjamossi | Mahamasinastadion, Antananarivo Toeschouwers: 5.131 Scheidsrechter: Eddy Maillet |

|                                                   |                                 |       |                                            |                                                                                 |
| 16 november 2003 «onderlinge duels» 16:00 (UTC+1) | Benin                           | 3 – 2 | Madagaskar                                 | Stade de l'Amitié, Cotonou Toeschouwers: 20.000 Scheidsrechter: Emmanuel Imiere |
| 16 november 2003 «onderlinge duels» 16:00 (UTC+1) | Tchomogo 33' (pen.), 62', 90+2' |       | 15' Radonamahafalison 23' Rakotondramanana | Stade de l'Amitié, Cotonou Toeschouwers: 20.000 Scheidsrechter: Emmanuel Imiere |

Benin won met 4–3 over twee wedstrijden en plaatst zich voor de groepsfase van dit kwalificatietoernooi.
|                                                  |            |                                               |        |                                                                          |
| 11 oktober 2003 «onderlinge duels» 15:00 (UTC+4) | Seychellen | 0 – 4                                         | Zambia | Stade Linité, Victoria Toeschouwers: 2.700 Scheidsrechter: Lim Kee Chong |
| 11 oktober 2003 «onderlinge duels» 15:00 (UTC+4) |            | 8' Kampamba 44' Fichite 52' Milanzi 75' Numba |        | Stade Linité, Victoria Toeschouwers: 2.700 Scheidsrechter: Lim Kee Chong |

|                                                   |            |       |             |                                                                                     |
| 15 november 2003 «onderlinge duels» 15:00 (UTC+2) | Zambia     | 1 – 1 | Seychellen  | Independence Stadium, Lusaka Toeschouwers: 30.000 Scheidsrechter: Isaack Abdulkadir |
| 15 november 2003 «onderlinge duels» 15:00 (UTC+2) | Milanzi 7' |       | 69' Suzette | Independence Stadium, Lusaka Toeschouwers: 30.000 Scheidsrechter: Isaack Abdulkadir |

Zambia won met 5–1 over twee wedstrijden en plaatst zich voor de groepsfase van dit kwalificatietoernooi.
|                                                  |                                                |       |              |                                                                                   |
| 11 oktober 2003 «onderlinge duels» 15:00 (UTC+2) | Botswana                                       | 4 – 1 | Lesotho      | Nationaal Stadion, Gaborone Toeschouwers: 10.000 Scheidsrechter: Luis Manuel Joao |
| 11 oktober 2003 «onderlinge duels» 15:00 (UTC+2) | Molwantwa 7' Gabolwelwe 44' Selolwane 50', 53' |       | 64' Ramafole | Nationaal Stadion, Gaborone Toeschouwers: 10.000 Scheidsrechter: Luis Manuel Joao |

|                                                   |         |       |          |                                                                              |
| 16 november 2003 «onderlinge duels» 15:00 (UTC+2) | Lesotho | 0 – 0 | Botswana | Setsotostadion, Maseru Toeschouwers: 9.000 Scheidsrechter: Harris Shikapande |
| 16 november 2003 «onderlinge duels» 15:00 (UTC+2) |         |       |          | Setsotostadion, Maseru Toeschouwers: 9.000 Scheidsrechter: Harris Shikapande |

Botswana won met 4–1 over twee wedstrijden en plaatst zich voor de groepsfase van dit kwalificatietoernooi.
|                                                  |                    |       |      |                                                                             |
| 11 oktober 2003 «onderlinge duels» 15:30 (UTC+1) | Equatoriaal-Guinea | 1 – 0 | Togo | Estadio La Libertad, Bata Toeschouwers: 25.000 Scheidsrechter: Divine Evehe |
| 11 oktober 2003 «onderlinge duels» 15:30 (UTC+1) | Barila 25' (pen.)  |       |      | Estadio La Libertad, Bata Toeschouwers: 25.000 Scheidsrechter: Divine Evehe |

|                                                 |                          |       |                    |                                                                                |
| 16 november 2003 «onderlinge duels» 15:30 (UTC) | Togo                     | 2 – 0 | Equatoriaal-Guinea | Stade de Kégué, Lomé Toeschouwers: 12.000 Scheidsrechter: Joseph Mandzioukouta |
| 16 november 2003 «onderlinge duels» 15:30 (UTC) | Adebayor 43' Salifou 53' |       |                    | Stade de Kégué, Lomé Toeschouwers: 12.000 Scheidsrechter: Joseph Mandzioukouta |

Togo won met 2–1 over twee wedstrijden en plaatst zich voor de groepsfase van dit kwalificatietoernooi.
|                                                |                      |              |       |                                                                                              |
| 11 oktober 2003 «onderlinge duels» 16:00 (UTC) | Sao Tomé en Principe | 0 – 1        | Libië | Estádio Nacional 12 de Julho, São Tomé Toeschouwers: 4.000 Scheidsrechter: Koudougou Yameogo |
| 11 oktober 2003 «onderlinge duels» 16:00 (UTC) |                      | 85' El Masli |       | Estádio Nacional 12 de Julho, São Tomé Toeschouwers: 4.000 Scheidsrechter: Koudougou Yameogo |

|                                                   |                                                                           |       |                      |                                                                              |
| 16 november 2003 «onderlinge duels» 22:00 (UTC+2) | Libië                                                                     | 8 – 0 | Sao Tomé en Principe | 28 Maartstadion, Benghazi Toeschouwers: 20.000 Scheidsrechter: Hichem Guirat |
| 16 november 2003 «onderlinge duels» 22:00 (UTC+2) | El Masli 8', 17', 20' El Taib 45', 63' Suliman 54' Osman 74' El Rabty 88' |       |                      | 28 Maartstadion, Benghazi Toeschouwers: 20.000 Scheidsrechter: Hichem Guirat |

Libië won met 9–0 over twee wedstrijden en plaatst zich voor de groepsfase van dit kwalificatietoernooi.
|                                                  |          |       |       |                                                                                         |
| 11 oktober 2003 «onderlinge duels» 16:00 (UTC+3) | Tanzania | 0 – 0 | Kenia | Nationaal Stadion, Dar es Salaam Toeschouwers: 8.864 Scheidsrechter: Hailemelak Tessema |
| 11 oktober 2003 «onderlinge duels» 16:00 (UTC+3) |          |       |       | Nationaal Stadion, Dar es Salaam Toeschouwers: 8.864 Scheidsrechter: Hailemelak Tessema |

|                                                   |                          |       |          |                                                                                               |
| 15 november 2003 «onderlinge duels» 16:00 (UTC+3) | Kenia                    | 3 – 0 | Tanzania | Moi International Sports Centre, Nairobi Toeschouwers: 14.000 Scheidsrechter: Reda El-Beltagy |
| 15 november 2003 «onderlinge duels» 16:00 (UTC+3) | Oliech 9', 32' Origi 30' |       |          | Moi International Sports Centre, Nairobi Toeschouwers: 14.000 Scheidsrechter: Reda El-Beltagy |

Kenia won met 3–0 over twee wedstrijden en plaatst zich voor de groepsfase van dit kwalificatietoernooi.
|                                                  |       |               |          |                                                                                         |
| 11 oktober 2003 «onderlinge duels» 16:00 (UTC+1) | Niger | 0 – 1         | Algerije | Stade Général Seyni Kountché, Niamey Toeschouwers: 20.126 Scheidsrechter: Lim Kee Chong |
| 11 oktober 2003 «onderlinge duels» 16:00 (UTC+1) |       | 63' Boutabout |          | Stade Général Seyni Kountché, Niamey Toeschouwers: 20.126 Scheidsrechter: Lim Kee Chong |

|                                                   |                                                     |       |       |                                                                              |
| 14 november 2003 «onderlinge duels» 21:30 (UTC+1) | Algerije                                            | 6 – 0 | Niger | Stade 5 Juillet 1962, Algiers Toeschouwers: 53.200 Scheidsrechter: Ba Seydou |
| 14 november 2003 «onderlinge duels» 21:30 (UTC+1) | Cherrad 16', 22' Akrour 42', 45', 82' Boutabout 77' |       |       | Stade 5 Juillet 1962, Algiers Toeschouwers: 53.200 Scheidsrechter: Ba Seydou |

Algerije won met 7–0 over twee wedstrijden en plaatst zich voor de groepsfase van dit kwalificatietoernooi.
|                                                  |                                |       |           |                                                                                    |
| 11 oktober 2003 «onderlinge duels» 16:30 (UTC+3) | Oeganda                        | 3 – 0 | Mauritius | Mandela Nationaal Stadion, Kampala Toeschouwers: 56.000 Scheidsrechter: Modou Sowe |
| 11 oktober 2003 «onderlinge duels» 16:30 (UTC+3) | Bajope 17' Mubiru 35' Obua 75' |       |           | Mandela Nationaal Stadion, Kampala Toeschouwers: 56.000 Scheidsrechter: Modou Sowe |

|                                                   |                                   |              |           |                                                                                |
| 16 november 2003 «onderlinge duels» 16:30 (UTC+4) | Mauritius                         | 3 – 1 (n.v.) | Oeganda   | Stade George V, Curepipe Toeschouwers: 17.000 Scheidsrechter: Luis Manuel Joao |
| 16 november 2003 «onderlinge duels» 16:30 (UTC+4) | Nabuth 18' Mourgine 32' Louis 89' |              | 112' Obua | Stade George V, Curepipe Toeschouwers: 17.000 Scheidsrechter: Luis Manuel Joao |

Oeganda won met 4–3 over twee wedstrijden en plaatst zich voor de groepsfase van dit kwalificatietoernooi.
|                                                  |                                     |       |         |                                                                             |
| 11 oktober 2003 «onderlinge duels» 20:00 (UTC+3) | Soedan                              | 3 – 0 | Eritrea | Khartoumstadion, Khartoem Toeschouwers: 39.000 Scheidsrechter: Coffi Codjia |
| 11 oktober 2003 «onderlinge duels» 20:00 (UTC+3) | Tambal 10' El-Rasheed 30' Ahmed 77' |       |         | Khartoumstadion, Khartoem Toeschouwers: 39.000 Scheidsrechter: Coffi Codjia |

|                                                   |         |       |        |                                                                         |
| 14 november 2003 «onderlinge duels» 16:00 (UTC+3) | Eritrea | 0 – 0 | Soedan | Cicerostadion, Asmara Toeschouwers: 32.000 Scheidsrechter: Eddy Maillet |
| 14 november 2003 «onderlinge duels» 16:00 (UTC+3) |         |       |        | Cicerostadion, Asmara Toeschouwers: 32.000 Scheidsrechter: Eddy Maillet |

Soedan won met 3–0 over twee wedstrijden en plaatst zich voor de groepsfase van dit kwalificatietoernooi.
|                                                  |                                       |       |            |                                                                                   |
| 12 oktober 2003 «onderlinge duels» 15:00 (UTC+2) | Zimbabwe                              | 3 – 0 | Mauritanië | National Sports Stadium, Harare Toeschouwers: 55.000 Scheidsrechter: Jerome Damon |
| 12 oktober 2003 «onderlinge duels» 15:00 (UTC+2) | A. Ndlovu 23' Tembo 47' P. Ndlovu 57' |       |            | National Sports Stadium, Harare Toeschouwers: 55.000 Scheidsrechter: Jerome Damon |

|                                                 |                       |       |             |                                                                                |
| 14 november 2003 «onderlinge duels» 16:30 (UTC) | Mauritanië            | 2 – 1 | Zimbabwe    | Stade olympique, Nouakchott Toeschouwers: 3.000 Scheidsrechter: Yakhouba Keita |
| 14 november 2003 «onderlinge duels» 16:30 (UTC) | Langlet 3' Sidibe 10' |       | 81' Mbwando | Stade olympique, Nouakchott Toeschouwers: 3.000 Scheidsrechter: Yakhouba Keita |

Zimbabwe won met 4–2 over twee wedstrijden en plaatst zich voor de groepsfase van dit kwalificatietoernooi.
|                                                  |             |       |            |                                                                                         |
| 12 oktober 2003 «onderlinge duels» 15:00 (UTC+2) | Swaziland   | 1 – 1 | Kaapverdië | Somhlolo Nationaal Stadion, Lobamba Toeschouwers: 5.000 Scheidsrechter: Berhane Teshome |
| 12 oktober 2003 «onderlinge duels» 15:00 (UTC+2) | Dlamini 64' |       | 55' Morais | Somhlolo Nationaal Stadion, Lobamba Toeschouwers: 5.000 Scheidsrechter: Berhane Teshome |

|                                                   |                          |       |           |                                                                               |
| 16 november 2003 «onderlinge duels» 16:00 (UTC−1) | Kaapverdië               | 3 – 0 | Swaziland | Estádio da Várzea, Praia Toeschouwers: 6.000 Scheidsrechter: Sharif Aboubacar |
| 16 november 2003 «onderlinge duels» 16:00 (UTC−1) | Cafú 51', 65' Morais 90' |       |           | Estádio da Várzea, Praia Toeschouwers: 6.000 Scheidsrechter: Sharif Aboubacar |

Kaapverdië won met 4–1 over twee wedstrijden en plaatst zich voor de groepsfase van dit kwalificatietoernooi.
|                                                  |         |       |       |                                                                                          |
| 12 oktober 2003 «onderlinge duels» 15:15 (UTC+2) | Burundi | 0 – 0 | Gabon | Prince Louis Rwagasorestadion, Bujumbura Toeschouwers: 10.000 Scheidsrechter: Maxim Itur |
| 12 oktober 2003 «onderlinge duels» 15:15 (UTC+2) |         |       |       | Prince Louis Rwagasorestadion, Bujumbura Toeschouwers: 10.000 Scheidsrechter: Maxim Itur |

|                                                   |                                             |       |               |                                                                               |
| 15 november 2003 «onderlinge duels» 16:00 (UTC+1) | Gabon                                       | 4 – 1 | Burundi       | Stade Omar Bongo, Libreville Toeschouwers: 15.000 Scheidsrechter: Falla Ndoye |
| 15 november 2003 «onderlinge duels» 16:00 (UTC+1) | Nzigou 2' Mwinyi 16' (e.d.) Nguéma 38', 80' |       | 90' Nzeyimana | Stade Omar Bongo, Libreville Toeschouwers: 15.000 Scheidsrechter: Falla Ndoye |

Gabon won met 4–1 over twee wedstrijden en plaatst zich voor de groepsfase van dit kwalificatietoernooi.
|                                                  |                     |       |                 | |
| 12 oktober 2003 «onderlinge duels» 15:30 (UTC+1) | Tsjaad              | 3 – 1 | Angola          | Stade Omnisports Idriss Mahamat Ouya, Ndjamena Toeschouwers: 30.000 Scheidsrechter: Monetchet Nahi |
| 12 oktober 2003 «onderlinge duels» 15:30 (UTC+1) | Oumar 53', 74', 83' |       | Bruno Mauro 49' | Stade Omnisports Idriss Mahamat Ouya, Ndjamena Toeschouwers: 30.000 Scheidsrechter: Monetchet Nahi |

|                                                   |                          |       |        |                                                                                            |
| 16 november 2003 «onderlinge duels» 16:00 (UTC+1) | Angola                   | 2 – 0 | Tsjaad | Estádio da Cidadela, Luanda Toeschouwers: 30.000 Scheidsrechter: Buenkadila Wabelo Bisingu |
| 16 november 2003 «onderlinge duels» 16:00 (UTC+1) | Akwá 42' Bruno Mauro 57' |       |        | Estádio da Cidadela, Luanda Toeschouwers: 30.000 Scheidsrechter: Buenkadila Wabelo Bisingu |

Angola won over twee wedstrijden met 3–3 omdat zij meer uit-doelpunten scoorden en plaatst zich voor de groepsfase van dit kwalificatietoernooi.
|                                                  |                   |       |              |                                                                                    |
| 12 oktober 2003 «onderlinge duels» 15:30 (UTC+1) | Congo-Brazzaville | 1 – 0 | Sierra Leone | Stade Alphonse Massamba, Brazzaville Toeschouwers: 4.800 Scheidsrechter: Sule Mana |
| 12 oktober 2003 «onderlinge duels» 15:30 (UTC+1) | Mvoubi 89' (pen.) |       |              | Stade Alphonse Massamba, Brazzaville Toeschouwers: 4.800 Scheidsrechter: Sule Mana |

|                                                 |              |       |                   |                                                                                          |
| 16 november 2003 «onderlinge duels» 16:30 (UTC) | Sierra Leone | 1 – 1 | Congo-Brazzaville | Nationaal Stadion, Freetown Toeschouwers: 20.000 Scheidsrechter: Herminio Monteiro Lopes |
| 16 november 2003 «onderlinge duels» 16:30 (UTC) | Koroma 58'   |       | 67' Guié-Mien     | Nationaal Stadion, Freetown Toeschouwers: 20.000 Scheidsrechter: Herminio Monteiro Lopes |

Congo-Brazzaville won met 2–1 over twee wedstrijden en plaatst zich voor de groepsfase van dit kwalificatietoernooi.
|                                                  |                 |       |                                |                                                                                         |
| 12 oktober 2003 «onderlinge duels» 16:00 (UTC+3) | Ethiopië        | 1 – 3 | Malawi                         | Addis Ababa Stadion, Addis Abeba Toeschouwers: 20.000 Scheidsrechter: Esam Abd El Fatah |
| 12 oktober 2003 «onderlinge duels» 16:00 (UTC+3) | Getu 81' (pen.) |       | 39', 55' Kanyenda 88' Mgangira | Addis Ababa Stadion, Addis Abeba Toeschouwers: 20.000 Scheidsrechter: Esam Abd El Fatah |

|                                                   |        |       |          |                                                                                 |
| 15 november 2003 «onderlinge duels» 15:00 (UTC+2) | Malawi | 0 – 0 | Ethiopië | Civo Stadium, Lilongwe Toeschouwers: 20.000 Scheidsrechter: Khaled Abdel Rahman |
| 15 november 2003 «onderlinge duels» 15:00 (UTC+2) |        |       |          | Civo Stadium, Lilongwe Toeschouwers: 20.000 Scheidsrechter: Khaled Abdel Rahman |

Malawi won met 3–1 over twee wedstrijden en plaatst zich voor de groepsfase van dit kwalificatietoernooi.
|                                                  |                                   |       |         |                                                                               |
| 12 oktober 2003 «onderlinge duels» 16:00 (UTC+2) | Rwanda                            | 3 – 0 | Namibië | Amahorostadion, Kigali Toeschouwers: 22.000 Scheidsrechter: Isaack Abdulkadir |
| 12 oktober 2003 «onderlinge duels» 16:00 (UTC+2) | Elias 43' Karekezi 52' Lomami 58' |       |         | Amahorostadion, Kigali Toeschouwers: 22.000 Scheidsrechter: Isaack Abdulkadir |

|                                                   |              |       |            |                                                                                       |
| 15 november 2003 «onderlinge duels» 16:00 (UTC+1) | Namibië      | 1 – 1 | Rwanda     | Independence Stadium, Windhoek Toeschouwers: 9.000 Scheidsrechter: Jean-Olivier Mbera |
| 15 november 2003 «onderlinge duels» 16:00 (UTC+1) | Shipanga 39' |       | 37' Lomami | Independence Stadium, Windhoek Toeschouwers: 9.000 Scheidsrechter: Jean-Olivier Mbera |

Rwanda won met 4–1 over twee wedstrijden en plaatst zich voor de groepsfase van dit kwalificatietoernooi.
|                                                |              |       |            |                                                                                 |
| 12 oktober 2003 «onderlinge duels» 16:30 (UTC) | Guinee       | 1 – 0 | Mozambique | Stade du 28 Septembre, Conakry Toeschouwers: 13.400 Scheidsrechter: Falla Ndoye |
| 12 oktober 2003 «onderlinge duels» 16:30 (UTC) | Bangoura 70' |       |            | Stade du 28 Septembre, Conakry Toeschouwers: 13.400 Scheidsrechter: Falla Ndoye |

|                                                   |                     |       |                                  |                                                                                  |
| 16 november 2003 «onderlinge duels» 15:30 (UTC+2) | Mozambique          | 3 – 4 | Guinee                           | Estádio da Machava, Maputo Toeschouwers: 50.000 Scheidsrechter: Walter Mochubela |
| 16 november 2003 «onderlinge duels» 15:30 (UTC+2) | Dário 75', 80', 89' |       | 14' Youla 21', 35', 54' Bangoura | Estádio da Machava, Maputo Toeschouwers: 50.000 Scheidsrechter: Walter Mochubela |

Guinee won met 5–3 over twee wedstrijden en plaatst zich voor de groepsfase van dit kwalificatietoernooi.
|                                                |                    |       |         |                                                                               |
| 12 oktober 2003 «onderlinge duels» 17:00 (UTC) | Gambia             | 2 – 0 | Liberia | Independence Stadium, Bakau Toeschouwers: 20.000 Scheidsrechter: Coffi Codjia |
| 12 oktober 2003 «onderlinge duels» 17:00 (UTC) | Njie 64' Sonko 79' |       |         | Independence Stadium, Bakau Toeschouwers: 20.000 Scheidsrechter: Coffi Codjia |

|                                                 |                                  |       |        |                                                                                         |
| 16 november 2003 «onderlinge duels» 16:00 (UTC) | Liberia                          | 3 – 0 | Gambia | Antoinette Tubmanstadion, Monrovia Toeschouwers: 10.000 Scheidsrechter: Koman Coulibaly |
| 16 november 2003 «onderlinge duels» 16:00 (UTC) | Roberts 10' Isaac Tondo 76', 83' |       |        | Antoinette Tubmanstadion, Monrovia Toeschouwers: 10.000 Scheidsrechter: Koman Coulibaly |

Liberia won met 3–2 over twee wedstrijden en plaatst zich voor de groepsfase van dit kwalificatietoernooi.
|                                                 |         |                                              |       |                                                                                         |
| 16 november 2003 «onderlinge duels» 15:00 (UTC) | Somalië | 0 – 5                                        | Ghana | Ohene Djanstadion, Accra (Ghana) Toeschouwers: 19.447 Scheidsrechter: Bakoubebile Bebou |
| 16 november 2003 «onderlinge duels» 15:00 (UTC) |         | 25', 56' Arhin Duah 69', 89' Boakye 82' Gyan |       | Ohene Djanstadion, Accra (Ghana) Toeschouwers: 19.447 Scheidsrechter: Bakoubebile Bebou |

|                                                 |                      |       |         |                                                                               |
| 19 november 2003 «onderlinge duels» 16:00 (UTC) | Ghana                | 2 – 0 | Somalië | Baba Yarastadion, Kumasi Toeschouwers: 12.000 Scheidsrechter: Ibrahim Chaibou |
| 19 november 2003 «onderlinge duels» 16:00 (UTC) | Appiah 27' Adjei 90' |       |         | Baba Yarastadion, Kumasi Toeschouwers: 12.000 Scheidsrechter: Ibrahim Chaibou |

Ghana won met 7–0 over twee wedstrijden en plaatst zich voor de groepsfase van dit kwalificatietoernooi.
|  |              |   |                               |  |
|  | Burkina Faso | – | Centraal-Afrikaanse Republiek |  |
|  |              |   |                               |  |

Burkina Faso plaatst zich voor de groepsfase van dit kwalificatietoernooi.

## Groepsfase

### Groep 1
De absolute favoriet in deze groep was Senegal, dat op het WK van 2002 Frankrijk en Zweden versloeg en de kwartfinales haalde. Als belangrijkste concurrent werd Zambia gezien, maar beide landen kregen gedurende de competitie serieuze concurrentie van Togo, dat werd gecoacht door de voormalige international van Nigeria, Stephen Keshi. Na de eerste zes speelronden stonden Togo, Zambia en Senegal bovenaan met dertien punten, Zambia had met 1-0 van Togo gewonnen, Togo met 3-1 van Senegal en Senegal met 1-0 van Zambia. 
De voor AS Monaco spelende Togolees Emmanuel Adebayor benutte twee penalty's tegen Zambia, De strafschoppen waren omstreden, de coach van Zambia Kalusha werd uit het veld gestuurd en de scheidsrechter moest beschermd worden tegen aantijgingen van Zambiaanse spelers, Togo won met 4-1. Omdat Senegal niet verder kwam dan een gelijkspel tegen Congo-Brazzaville nam Togo een voorsprong van twee punten in deze groep. In het onderlinge duel hield Togo Senegal op een 2-2 gelijkspel, waardoor de voorsprong op Senegal twee punten bleef.
Togo moest nog twee wedstrijden spelen en had nog vier punten nodig Senegal voor te blijven, aangezien Togo in de onderlinge wedstrijden tegen Senegal beter presteerde. Na een 3-0 zege op Liberia had Togo genoeg aan één punt tegen Congo-Brazzaville om zich te plaatsen voor het WK. Twee keer moest Togo een achterstand goed maken, uiteindelijk zorgde Mohamed Kader voor opluchting door het winnende doelpunt te scoren. Het sprookje was echter snel over, op de Africa Cup haalde Togo in drie wedstrijden geen enkel punt, er ontstond ruzie over de premies, coach Stephen Keshi en topscorer Emmanuel Adebayor kregen ruzie en Keshi werd ontslagen.
| Nr. | Land              | GW | W | G | V | DV | DT | DS  | Ptn | Resultaat                                 |
| --- | ----------------- | -- | - | - | - | -- | -- | --- | --- | ----------------------------------------- |
| 1   | Togo              | 10 | 7 | 2 | 1 | 20 | 8  | +12 | 23  | Gekwalificeerd voor het WK en Afrika Cup. |
| 2   | Senegal           | 10 | 6 | 3 | 1 | 21 | 8  | +13 | 21  | Gekwalificeerd voor de Afrika Cup.        |
| 3   | Zambia            | 10 | 6 | 1 | 3 | 16 | 10 | +6  | 19  | Gekwalificeerd voor de Afrika Cup.        |
| 4   | Congo-Brazzaville | 10 | 3 | 1 | 6 | 10 | 14 | –4  | 10  |                                           |
| 5   | Mali              | 10 | 2 | 2 | 6 | 11 | 14 | –3  | 8   |                                           |
| 6   | Liberia           | 10 | 1 | 1 | 8 | 3  | 27 | –24 | 4   |                                           |

|                                      |             |       |      |                                                                                |
| 5 juni 2004 «onderlinge duels» 15:00 | Zambia      | 1 – 0 | Togo | Independence Stadium, Lusaka Toeschouwers: 40.000 Scheidsrechter: Jerome Damon |
| 5 juni 2004 «onderlinge duels» 15:00 | Mulenga 11' |       |      | Independence Stadium, Lusaka Toeschouwers: 40.000 Scheidsrechter: Jerome Damon |

|                                      |                           |       |                   |                                                                                   |
| 5 juni 2004 «onderlinge duels» 16:30 | Senegal                   | 2 – 0 | Congo-Brazzaville | Stade Léopold Senghor, Dakar Toeschouwers: 18.000 Scheidsrechter: Mohamed Benouza |
| 5 juni 2004 «onderlinge duels» 16:30 | Diatta 59' M. N'Diaye 77' |       |                   | Stade Léopold Senghor, Dakar Toeschouwers: 18.000 Scheidsrechter: Mohamed Benouza |

|                                      |          |       |      |                                                                                       |
| 6 juni 2004 «onderlinge duels» 16:00 | Liberia  | 1 – 0 | Mali | Nationaal Sportcomplex, Paynesville Toeschouwers: 30.000 Scheidsrechter: Coffi Codjia |
| 6 juni 2004 «onderlinge duels» 16:00 | Kieh 85' |       |      | Nationaal Sportcomplex, Paynesville Toeschouwers: 30.000 Scheidsrechter: Coffi Codjia |

|                                       |             |       |             |                                                                          |
| 19 juni 2004 «onderlinge duels» 19:00 | Mali        | 1 – 1 | Zambia      | Stade du 26 Mars, Bamako Toeschouwers: 19.000 Scheidsrechter: Modou Sowe |
| 19 juni 2004 «onderlinge duels» 19:00 | Kanouté 80' |       | 25' Milanzi | Stade du 26 Mars, Bamako Toeschouwers: 19.000 Scheidsrechter: Modou Sowe |

|                                       |                                           |       |         | |
| 20 juni 2004 «onderlinge duels» 15:30 | Congo-Brazzaville                         | 3 – 0 | Liberia | Stade Alphonse Massemba-Débat, Brazzaville Toeschouwers: 25.000 Scheidsrechter: Mohamed Ould Lemghambodj |
| 20 juni 2004 «onderlinge duels» 15:30 | Bouanga 52' Mamouna-Ossila 55' Batota 66' |       |         | Stade Alphonse Massemba-Débat, Brazzaville Toeschouwers: 25.000 Scheidsrechter: Mohamed Ould Lemghambodj |

|                                       |                              |       |                |                                                                                |
| 20 juni 2004 «onderlinge duels» 16:00 | Togo                         | 3 – 1 | Senegal        | Stade de Kégué, Lomé Toeschouwers: 25.000 Scheidsrechter: Abderrahim El Arjoun |
| 20 juni 2004 «onderlinge duels» 16:00 | Adebayor 30' Sènaya 76', 85' |       | 81' Bouba Diop | Stade de Kégué, Lomé Toeschouwers: 25.000 Scheidsrechter: Abderrahim El Arjoun |

|                                      |           |       |        |                                                                                          |
| 3 juli 2004 «onderlinge duels» 16:30 | Senegal   | 1 – 0 | Zambia | Stade Léopold Senghor, Dakar Toeschouwers: 50.000 Scheidsrechter: Manuel Monteiro Duarte |
| 3 juli 2004 «onderlinge duels» 16:30 | Gueye 21' |       |        | Stade Léopold Senghor, Dakar Toeschouwers: 50.000 Scheidsrechter: Manuel Monteiro Duarte |

|                                      |                    |       |      |                                                                                              |
| 4 juli 2004 «onderlinge duels» 15:30 | Congo-Brazzaville  | 1 – 0 | Mali | Stade Alphonse Massemba-Débat, Brazzaville Toeschouwers: 20.000 Scheidsrechter: Divine Evehe |
| 4 juli 2004 «onderlinge duels» 15:30 | Mamouna-Ossila 30' |       |      | Stade Alphonse Massemba-Débat, Brazzaville Toeschouwers: 20.000 Scheidsrechter: Divine Evehe |

|                                      |         |       |      |                                                                                         |
| 4 juli 2004 «onderlinge duels» 16:00 | Liberia | 0 – 0 | Togo | Nationaal Sportcomplex, Paynesville Toeschouwers: 30.000 Scheidsrechter: Mohamed Soumah |
| 4 juli 2004 «onderlinge duels» 16:00 |         |       |      | Nationaal Sportcomplex, Paynesville Toeschouwers: 30.000 Scheidsrechter: Mohamed Soumah |

|                                           |            |       |         |                                                                                   |
| 4 september 2004 «onderlinge duels» 15:00 | Zambia     | 1 – 0 | Liberia | Independence Stadium, Lusaka Toeschouwers: 30.000 Scheidsrechter: Kuedza Nchengwa |
| 4 september 2004 «onderlinge duels» 15:00 | Bwalya 91' |       |         | Independence Stadium, Lusaka Toeschouwers: 30.000 Scheidsrechter: Kuedza Nchengwa |

|                                           |                   |       |                   |                                                                              |
| 5 september 2004 «onderlinge duels» 16:00 | Togo              | 2 – 0 | Congo-Brazzaville | Stade de Kégué, Lomé Toeschouwers: 20.000 Scheidsrechter: Jean-Olivier Mbera |
| 5 september 2004 «onderlinge duels» 16:00 | Adebayor 37', 80' |       |                   | Stade de Kégué, Lomé Toeschouwers: 20.000 Scheidsrechter: Jean-Olivier Mbera |

|                                           |                       |       |                    |                                                                               |
| 5 september 2004 «onderlinge duels» 17:00 | Mali                  | 2 – 2 | Senegal            | Stade du 26 Mars, Bamako Toeschouwers: 45.000 Scheidsrechter: Mohamed Guezzaz |
| 5 september 2004 «onderlinge duels» 17:00 | Diallo 4' Kanouté 54' |       | 45' Camara 84' Dia | Stade du 26 Mars, Bamako Toeschouwers: 45.000 Scheidsrechter: Mohamed Guezzaz |

|                                          |                                |       |                      |                                                                                              |
| 10 oktober 2004 «onderlinge duels» 15:30 | Congo-Brazzaville              | 2 – 3 | Zambia               | Stade Alphonse Massemba-Débat, Brazzaville Toeschouwers: 20.000 Scheidsrechter: Atef Yacoubi |
| 10 oktober 2004 «onderlinge duels» 15:30 | Bouanga 75' Mamouna-Ossila 81' |       | 2', 37', 65' Mbesuma | Stade Alphonse Massemba-Débat, Brazzaville Toeschouwers: 20.000 Scheidsrechter: Atef Yacoubi |

|                                          |              |       |      |                                                                         |
| 10 oktober 2004 «onderlinge duels» 16:00 | Togo         | 1 – 0 | Mali | Stade de Kégué, Lomé Toeschouwers: 45.000 Scheidsrechter: Gilbert Njike |
| 10 oktober 2004 «onderlinge duels» 16:00 | Adebayor 23' |       |      | Stade de Kégué, Lomé Toeschouwers: 45.000 Scheidsrechter: Gilbert Njike |

|                                          |         |                                |         |                                                                                           |
| 10 oktober 2004 «onderlinge duels» 16:00 | Liberia | 0 – 3                          | Senegal | Nationaal Sportcomplex, Paynesville Toeschouwers: 26.000 Scheidsrechter: Sharaf Aboubacar |
| 10 oktober 2004 «onderlinge duels» 16:00 |         | 41' Bouba Diop 50', 73' Camara |         | Nationaal Sportcomplex, Paynesville Toeschouwers: 26.000 Scheidsrechter: Sharaf Aboubacar |

|                                        |                     |       |                   |                                                                                  |
| 26 maart 2005 «onderlinge duels» 15:00 | Zambia              | 2 – 0 | Congo-Brazzaville | Konkola Stadium, Chililabombwe Toeschouwers: 20.000 Scheidsrechter: Eddy Maillet |
| 26 maart 2005 «onderlinge duels» 15:00 | Tana 1' Mbesuma 44' |       |                   | Konkola Stadium, Chililabombwe Toeschouwers: 20.000 Scheidsrechter: Eddy Maillet |

|                                        |                                                                     |       |           |                                                                                        |
| 26 maart 2005 «onderlinge duels» 16:30 | Senegal                                                             | 6 – 1 | Liberia   | Stade Léopold Senghor, Dakar Toeschouwers: 50.000 Scheidsrechter: Abdullhakim Shelmani |
| 26 maart 2005 «onderlinge duels» 16:30 | Fadiga 19' Diouf 45' (pen.), 84' Faye 56' Camara 72' M. N'Diaye 75' |       | 86' Tondo | Stade Léopold Senghor, Dakar Toeschouwers: 50.000 Scheidsrechter: Abdullhakim Shelmani |

|                                        |               |       |                       |                                                                                |
| 27 maart 2005 «onderlinge duels» 18:00 | Mali          | 1 – 2 | Togo                  | Stade du 26 Mars, Bamako Toeschouwers: 45.000 Scheidsrechter: Justus Agbenyega |
| 27 maart 2005 «onderlinge duels» 18:00 | Coulibaly 12' |       | 78' Salifou 91' Mamam | Stade du 26 Mars, Bamako Toeschouwers: 45.000 Scheidsrechter: Justus Agbenyega |

|                                      |                                                 |       |              |                                                                           |
| 5 juni 2005 «onderlinge duels» 15:30 | Togo                                            | 4 – 1 | Zambia       | Stade de Kégué, Lomé Toeschouwers: 15.000 Scheidsrechter: Mohamed Guezzaz |
| 5 juni 2005 «onderlinge duels» 15:30 | Adebayor 14', 94' Mamam 45+2' Mohamed Kader 61' |       | 15' Kampamba | Stade de Kégué, Lomé Toeschouwers: 15.000 Scheidsrechter: Mohamed Guezzaz |

|                                      |                   |       |         |                                                                                              |
| 5 juni 2005 «onderlinge duels» 15:30 | Congo-Brazzaville | 0 – 0 | Senegal | Stade Alphonse Massemba-Débat, Brazzaville Toeschouwers: 40.000 Scheidsrechter: Jerome Damon |
| 5 juni 2005 «onderlinge duels» 15:30 |                   |       |         | Stade Alphonse Massemba-Débat, Brazzaville Toeschouwers: 40.000 Scheidsrechter: Jerome Damon |

|                                      |                                                              |       |         |                                                                           |
| 5 juni 2005 «onderlinge duels» 17:00 | Mali                                                         | 4 – 1 | Liberia | Stade Amari Daou, Ségou Toeschouwers: 11.000 Scheidsrechter: Lassina Paré |
| 5 juni 2005 «onderlinge duels» 17:00 | D. Coulibaly 7' (pen.), 34' Diamoutene 48' (pen.) Diarra 75' |       | 54' Toe | Stade Amari Daou, Ségou Toeschouwers: 11.000 Scheidsrechter: Lassina Paré |

|                                       |                        |       |               |                                                                                     |
| 18 juni 2005 «onderlinge duels» 15:00 | Zambia                 | 2 – 1 | Mali          | Konkola Stadium, Chililabombwe Toeschouwers: 29.000 Scheidsrechter: Eugenio Colembi |
| 18 juni 2005 «onderlinge duels» 15:00 | Chalwe 26' Mbesuma 85' |       | 73' Coulibaly | Konkola Stadium, Chililabombwe Toeschouwers: 29.000 Scheidsrechter: Eugenio Colembi |

|                                       |                      |       |                          |                                                                                 |
| 18 juni 2005 «onderlinge duels» 17:00 | Senegal              | 2 – 2 | Togo                     | Stade Léopold Senghor, Dakar Toeschouwers: 50.000 Scheidsrechter: Hichem Guirat |
| 18 juni 2005 «onderlinge duels» 17:00 | Niang 15' Camara 30' |       | 11' Olufadé 71' Adebayor | Stade Léopold Senghor, Dakar Toeschouwers: 50.000 Scheidsrechter: Hichem Guirat |

|                                       |         |                |                   |                                                                                       |
| 19 juni 2005 «onderlinge duels» 16:00 | Liberia | 0 – 2          | Congo-Brazzaville | Nationaal Sportcomplex, Paynesville Toeschouwers: 5.000 Scheidsrechter: Malick Sillah |
| 19 juni 2005 «onderlinge duels» 16:00 |         | 3', 73' Bhebey |                   | Nationaal Sportcomplex, Paynesville Toeschouwers: 5.000 Scheidsrechter: Malick Sillah |

|                                           |        |           |         |                                                                                       |
| 3 september 2005 «onderlinge duels» 15:00 | Zambia | 0 – 1     | Senegal | Konkola Stadium, Chililabombwe Toeschouwers: 20.000 Scheidsrechter: Esam Abd El Fatah |
| 3 september 2005 «onderlinge duels» 15:00 |        | 57' Diouf |         | Konkola Stadium, Chililabombwe Toeschouwers: 20.000 Scheidsrechter: Esam Abd El Fatah |

|                                           |                       |       |                   |                                                                                  |
| 3 september 2005 «onderlinge duels» 18:00 | Mali                  | 2 – 0 | Congo-Brazzaville | Stade du 26 Mars, Bamako Toeschouwers: 10.000 Scheidsrechter: Jean-Olivier Mbera |
| 3 september 2005 «onderlinge duels» 18:00 | Demba 48' Sissoko 51' |       |                   | Stade du 26 Mars, Bamako Toeschouwers: 10.000 Scheidsrechter: Jean-Olivier Mbera |

|                                           |                               |       |         |                                                                               |
| 4 september 2005 «onderlinge duels» 15:30 | Togo                          | 3 – 0 | Liberia | Stade de Kégué, Lomé Toeschouwers: 28.000 Scheidsrechter: Khalid Abdel Rahman |
| 4 september 2005 «onderlinge duels» 15:30 | Adebayor 52', 90+3' Mamam 69' |       |         | Stade de Kégué, Lomé Toeschouwers: 28.000 Scheidsrechter: Khalid Abdel Rahman |

|                                         |         |                                           |        |                                                                                 |
| 1 oktober 2005 «onderlinge duels» 16:00 | Liberia | 0 – 5                                     | Zambia | Antoinette Tubmanstadion, Monrovia Toeschouwers: 0 Scheidsrechter: Divine Evehe |
| 1 oktober 2005 «onderlinge duels» 16:00 |         | 50', 82' Lwipa 51', 63' Mweetwa 61' Numba |        | Antoinette Tubmanstadion, Monrovia Toeschouwers: 0 Scheidsrechter: Divine Evehe |

|                                         |                           |       |      |                                                                                |
| 8 oktober 2005 «onderlinge duels» 15:00 | Senegal                   | 3 – 0 | Mali | Stade Léopold Senghor, Dakar Toeschouwers: 30.000 Scheidsrechter: Eddy Maillet |
| 8 oktober 2005 «onderlinge duels» 15:00 | Camara 18', 65' Diouf 23' |       |      | Stade Léopold Senghor, Dakar Toeschouwers: 30.000 Scheidsrechter: Eddy Maillet |

|                                         |                               |       |                             | |
| 8 oktober 2005 «onderlinge duels» 16:00 | Congo-Brazzaville             | 2 – 3 | Togo                        | Stade Alphonse Massemba-Débat, Brazzaville Toeschouwers: 20.000 Scheidsrechter: Abdullhakim Shelmani |
| 8 oktober 2005 «onderlinge duels» 16:00 | Bouity 26' Mamouna-Ossila 56' |       | 40' Adebayor 60', 70' Kader | Stade Alphonse Massemba-Débat, Brazzaville Toeschouwers: 20.000 Scheidsrechter: Abdullhakim Shelmani |

### Groep 2
In deze groep waren de zes landen in het begin gewaagd aan elkaar, na twee speelronden hadden alle zes ploegen één wedstrijd gewonnen. Meest in het oog springend was de zege van Ghana op Zuid Afrika, waarmee Ghana de valse start tegen Burkina Faso goed maakte. Zuid Afrika verloor ook de uitwedstrijd tegen de tweede concurrent Congo-Kinshasa, maar omdat de twee concurrenten punten verspeelden tegen de mindere teams en de wedstrijden tegen Ghana en Congo-Kinshasa allebei in een gelijkspel eindigden had Zuid-Afrika een voorsprong van drie punten op beide landen na zeven wedstrijden.
In de achtste speelronde waren de rollen omgedraaid: Ghana won de uitwedstrijd in Johannesburg met 0-2, de bij Vitesse voetballende Matthew Amoah behoorde tot de doelpuntenmakers. Ghana werd geholpen door Burkina Faso die eerst Congo-Kinshasa en daarna Zuid-Afrika versloeg. Na de 2-0 zege op Oeganda met doelpunten van (opnieuw) Amoah en vedette Michael Essien kon Ghana kwalificatie nauwelijks nog ontgaan. Alleen een zeer zware nederlaag tegen Kaapverdië kon het feestje nog bederven, Ghana won met 0-4 en Ghana kwalificeerde zich voor de eerste keer voor de wereldbeker.
| Nr. | Land           | GW | W | G | V | DV | DT | DS  | Ptn | Resultaat                                 |
| --- | -------------- | -- | - | - | - | -- | -- | --- | --- | ----------------------------------------- |
| 1   | Ghana          | 10 | 6 | 3 | 1 | 17 | 4  | +13 | 21  | Gekwalificeerd voor het WK en Afrika Cup. |
| 2   | Congo-Kinshasa | 10 | 4 | 4 | 2 | 14 | 10 | +4  | 16  | Gekwalificeerd voor de Afrika Cup.        |
| 3   | Zuid-Afrika    | 10 | 5 | 1 | 4 | 12 | 14 | –2  | 16  | Gekwalificeerd voor de Afrika Cup.        |
| 4   | Burkina Faso   | 10 | 4 | 1 | 5 | 14 | 13 | +1  | 13  |                                           |
| 5   | Kaapverdië     | 10 | 3 | 1 | 6 | 8  | 15 | –7  | 10  |                                           |
| 6   | Oeganda        | 10 | 2 | 2 | 6 | 6  | 15 | –9  | 8   |                                           |

|                                              |                   |       |             |                                                                                        |
| 5 juni 2004 «onderlinge duels» 15:00 (UTC+2) | Zuid-Afrika       | 2 – 1 | Kaapverdië  | Vrystaat-stadion, Bloemfontein Toeschouwers: 30.000 Scheidsrechter: Hailemelak Tessema |
| 5 juni 2004 «onderlinge duels» 15:00 (UTC+2) | Mabizela 40', 68' |       | 73' Janício | Vrystaat-stadion, Bloemfontein Toeschouwers: 30.000 Scheidsrechter: Hailemelak Tessema |

|                                            |              |       |       |                                                                                        |
| 5 juni 2004 «onderlinge duels» 18:00 (UTC) | Burkina Faso | 1 – 0 | Ghana | Stade du 4-Août, Ouagadougou Toeschouwers: 25.000 Scheidsrechter: Chukwudi Chukwujekwu |
| 5 juni 2004 «onderlinge duels» 18:00 (UTC) | Zongo 79'    |       |       | Stade du 4-Août, Ouagadougou Toeschouwers: 25.000 Scheidsrechter: Chukwudi Chukwujekwu |

|                                              |             |       |                |                                                                              |
| 6 juni 2004 «onderlinge duels» 16:00 (UTC+3) | Oeganda     | 1 – 0 | Congo-Kinshasa | Nationaal Stadion, Kampala Toeschouwers: 45.000 Scheidsrechter: Eddy Maillet |
| 6 juni 2004 «onderlinge duels» 16:00 (UTC+3) | Sekagya 75' |       |                | Nationaal Stadion, Kampala Toeschouwers: 45.000 Scheidsrechter: Eddy Maillet |

|                                               |            |       |         |                                                                              |
| 19 juni 2004 «onderlinge duels» 16:00 (UTC−1) | Kaapverdië | 1 – 0 | Oeganda | Estádio da Várzea, Praia Toeschouwers: 5.000 Scheidsrechter: Koman Coulibaly |
| 19 juni 2004 «onderlinge duels» 16:00 (UTC−1) | Cafú 42'   |       |         | Estádio da Várzea, Praia Toeschouwers: 5.000 Scheidsrechter: Koman Coulibaly |

|                                             |                             |       |             |                                                                             |
| 20 juni 2004 «onderlinge duels» 15:00 (UTC) | Ghana                       | 3 – 0 | Zuid-Afrika | Baba Yarastadion, Kumasi Toeschouwers: 32.000 Scheidsrechter: Badara Diatta |
| 20 juni 2004 «onderlinge duels» 15:00 (UTC) | Muntari 13' Appiah 55', 78' |       |             | Baba Yarastadion, Kumasi Toeschouwers: 32.000 Scheidsrechter: Badara Diatta |

|                                               |                                          |       |                      |                                                                                |
| 20 juni 2004 «onderlinge duels» 15:30 (UTC+1) | Congo-Kinshasa                           | 3 – 2 | Burkina Faso         | Stade des Martyrs, Kinshasa Toeschouwers: 75.000 Scheidsrechter: Kokou Djaoupe |
| 20 juni 2004 «onderlinge duels» 15:30 (UTC+1) | Mbayo 12' Biscotte 75' Bageta 88' (pen.) |       | 26' Touré 85' Dagano | Stade des Martyrs, Kinshasa Toeschouwers: 75.000 Scheidsrechter: Kokou Djaoupe |

|                                              |                          |       |              |                                                                                     |
| 3 juli 2004 «onderlinge duels» 15:00 (UTC+2) | Zuid-Afrika              | 2 – 0 | Burkina Faso | FNB Stadium, Johannesburg Toeschouwers: 25.000 Scheidsrechter: Lanto Ramanampamonjy |
| 3 juli 2004 «onderlinge duels» 15:00 (UTC+2) | Pienaar 14' Bartlett 42' |       |              | FNB Stadium, Johannesburg Toeschouwers: 25.000 Scheidsrechter: Lanto Ramanampamonjy |

|                                              |             |       |                |                                                                             |
| 3 juli 2004 «onderlinge duels» 16:00 (UTC−1) | Kaapverdië  | 1 – 1 | Congo-Kinshasa | Estádio da Várzea, Praia Toeschouwers: 3.800 Scheidsrechter: Monetchet Nahi |
| 3 juli 2004 «onderlinge duels» 16:00 (UTC−1) | Modeste 26' |       | 1' Kaluyituka  | Estádio da Várzea, Praia Toeschouwers: 3.800 Scheidsrechter: Monetchet Nahi |

|                                              |            |       |          |                                                                                 |
| 3 juli 2004 «onderlinge duels» 16:30 (UTC+3) | Oeganda    | 1 – 1 | Ghana    | Nationaal Stadion, Kampala Toeschouwers: 20.000 Scheidsrechter: Reda El-Beltagy |
| 3 juli 2004 «onderlinge duels» 16:30 (UTC+3) | Obua 45+1' |       | 88' Gyan | Nationaal Stadion, Kampala Toeschouwers: 20.000 Scheidsrechter: Reda El-Beltagy |

|                                                 |                        |       |         |                                                                                            |
| 4 september 2004 «onderlinge duels» 18:00 (UTC) | Burkina Faso           | 2 – 0 | Oeganda | Stade du 4-Août, Ouagadougou Toeschouwers: 30.000 Scheidsrechter: Mohamed Ould Lemghambodj |
| 4 september 2004 «onderlinge duels» 18:00 (UTC) | Dagano 34' Nikiema 79' |       |         | Stade du 4-Août, Ouagadougou Toeschouwers: 30.000 Scheidsrechter: Mohamed Ould Lemghambodj |

|                                                 |                                    |       |            |                                                                            |
| 5 september 2004 «onderlinge duels» 15:00 (UTC) | Ghana                              | 2 – 0 | Kaapverdië | Baba Yarastadion, Kumasi Toeschouwers: 35.000 Scheidsrechter: Wahid Tamuni |
| 5 september 2004 «onderlinge duels» 15:00 (UTC) | Essien 24' (pen.) Veiga 62' (e.d.) |       |            | Baba Yarastadion, Kumasi Toeschouwers: 35.000 Scheidsrechter: Wahid Tamuni |

|                                                   |                |       |             |                                                                                         |
| 5 september 2004 «onderlinge duels» 15:30 (UTC+1) | Congo-Kinshasa | 1 – 0 | Zuid-Afrika | Stade des Martyrs, Kinshasa Toeschouwers: 85.000 Scheidsrechter: Jean-Marie Hicuburundi |
| 5 september 2004 «onderlinge duels» 15:30 (UTC+1) | Musasa 86'     |       |             | Stade des Martyrs, Kinshasa Toeschouwers: 85.000 Scheidsrechter: Jean-Marie Hicuburundi |

|                                                 |            |       |              |                                                                           |
| 9 oktober 2004 «onderlinge duels» 16:00 (UTC−1) | Kaapverdië | 1 – 0 | Burkina Faso | Estádio da Várzea, Praia Toeschouwers: 6.000 Scheidsrechter: Kudzo Aziaka |
| 9 oktober 2004 «onderlinge duels» 16:00 (UTC−1) | Cafú 2'    |       |              | Estádio da Várzea, Praia Toeschouwers: 6.000 Scheidsrechter: Kudzo Aziaka |

|                                                |       |       |                |                                                                               |
| 10 oktober 2004 «onderlinge duels» 15:00 (UTC) | Ghana | 0 – 0 | Congo-Kinshasa | Baba Yarastadion, Kumasi Toeschouwers: 30.000 Scheidsrechter: Koman Coulibaly |
| 10 oktober 2004 «onderlinge duels» 15:00 (UTC) |       |       |                | Baba Yarastadion, Kumasi Toeschouwers: 30.000 Scheidsrechter: Koman Coulibaly |

|                                                |         |                     |             |                                                                                 |
| 10 oktober 2004 «onderlinge duels» 16:30 (UTC) | Oeganda | 0 – 1               | Zuid-Afrika | Nationaal Stadion, Kampala Toeschouwers: 50.000 Scheidsrechter: Michel Gasingwa |
| 10 oktober 2004 «onderlinge duels» 16:30 (UTC) |         | 68' (pen.) McCarthy |             | Nationaal Stadion, Kampala Toeschouwers: 50.000 Scheidsrechter: Michel Gasingwa |

|                                                |                                |       |                 |                                                                                     |
| 26 maart 2005 «onderlinge duels» 15:45 (UTC+2) | Zuid-Afrika                    | 2 – 1 | Oeganda         | FNB Stadium, Johannesburg Toeschouwers: 20.000 Scheidsrechter: Chukwudi Chukwujekwu |
| 26 maart 2005 «onderlinge duels» 15:45 (UTC+2) | Fortune 21' (pen.) Pienaar 71' |       | 63' (pen.) Obua | FNB Stadium, Johannesburg Toeschouwers: 20.000 Scheidsrechter: Chukwudi Chukwujekwu |

|                                              |              |       |               |                                                                                |
| 26 maart 2005 «onderlinge duels» 18:00 (UTC) | Burkina Faso | 1 – 2 | Kaapverdië    | Stade du 4-Août, Ouagadougou Toeschouwers: 27.500 Scheidsrechter: Divine Evehe |
| 26 maart 2005 «onderlinge duels» 18:00 (UTC) | Dagano 71'   |       | 48', 87' Caló | Stade du 4-Août, Ouagadougou Toeschouwers: 27.500 Scheidsrechter: Divine Evehe |

|                                                |                |       |          |                                                                             |
| 27 maart 2005 «onderlinge duels» 15:30 (UTC+1) | Congo-Kinshasa | 1 – 1 | Ghana    | Stade des Martyrs, Kinshasa Toeschouwers: 80.000 Scheidsrechter: Modou Sowe |
| 27 maart 2005 «onderlinge duels» 15:30 (UTC+1) | Nonda 50'      |       | 30' Gyan | Stade des Martyrs, Kinshasa Toeschouwers: 80.000 Scheidsrechter: Modou Sowe |

|                                              |            |       |                          |                                                                              |
| 4 juni 2005 «onderlinge duels» 16:00 (UTC−1) | Kaapverdië | 1 – 2 | Zuid-Afrika              | Estádio da Várzea, Praia Toeschouwers: 6.000 Scheidsrechter: Mohamed Benouza |
| 4 juni 2005 «onderlinge duels» 16:00 (UTC−1) | Cafú 77'   |       | 10' McCarthy 12' Buckley | Estádio da Várzea, Praia Toeschouwers: 6.000 Scheidsrechter: Mohamed Benouza |

|                                            |                      |       |              |                                                                                 |
| 5 juni 2005 «onderlinge duels» 15:00 (UTC) | Ghana                | 2 – 1 | Burkina Faso | Baba Yarastadion, Kumasi Toeschouwers: 11.920 Scheidsrechter: Esam Abd El Fatah |
| 5 juni 2005 «onderlinge duels» 15:00 (UTC) | Appiah 66' Amoah 83' |       | 30' Dagano   | Baba Yarastadion, Kumasi Toeschouwers: 11.920 Scheidsrechter: Esam Abd El Fatah |

|                                              |                                              |       |         |                                                                               |
| 5 juni 2005 «onderlinge duels» 15:30 (UTC+1) | Congo-Kinshasa                               | 4 – 0 | Oeganda | Stade des Martyrs, Kinshasa Toeschouwers: 80.000 Scheidsrechter: Mourad Daami |
| 5 juni 2005 «onderlinge duels» 15:30 (UTC+1) | Nonda 2', 69' (pen.) Ilongo 58' Matumona 78' |       |         | Stade des Martyrs, Kinshasa Toeschouwers: 80.000 Scheidsrechter: Mourad Daami |

|                                               |             |                      |       |                                                                                |
| 18 juni 2005 «onderlinge duels» 15:30 (UTC+2) | Zuid-Afrika | 0 – 2                | Ghana | FNB Stadium, Johannesburg Toeschouwers: 50.000 Scheidsrechter: Mohamed Guezzaz |
| 18 juni 2005 «onderlinge duels» 15:30 (UTC+2) |             | 59' Amoah 91' Essien |       | FNB Stadium, Johannesburg Toeschouwers: 50.000 Scheidsrechter: Mohamed Guezzaz |

|                                               |                |       |            |                                                                              |
| 18 juni 2005 «onderlinge duels» 16:30 (UTC+3) | Oeganda        | 1 – 0 | Kaapverdië | Nationaal Stadion, Kampala Toeschouwers: 5.000 Scheidsrechter: Kubrom Kidane |
| 18 juni 2005 «onderlinge duels» 16:30 (UTC+3) | Sserunkuma 36' |       |            | Nationaal Stadion, Kampala Toeschouwers: 5.000 Scheidsrechter: Kubrom Kidane |

|                                             |                              |       |                |                                                                                        |
| 18 juni 2005 «onderlinge duels» 18:00 (UTC) | Burkina Faso                 | 2 – 0 | Congo-Kinshasa | Stade du 4-Août, Ouagadougou Toeschouwers: 25.000 Scheidsrechter: Abdullhakim Shelmani |
| 18 juni 2005 «onderlinge duels» 18:00 (UTC) | Panandétiguiri 3' Dagano 68' |       |                | Stade du 4-Août, Ouagadougou Toeschouwers: 25.000 Scheidsrechter: Abdullhakim Shelmani |

|                                                 |                         |       |             |                                                                                |
| 3 september 2005 «onderlinge duels» 18:00 (UTC) | Burkina Faso            | 3 – 1 | Zuid-Afrika | Stade du 4-Août, Ouagadougou Toeschouwers: 25.000 Scheidsrechter: Coffi Codjia |
| 3 september 2005 «onderlinge duels» 18:00 (UTC) | Cissé 32', 47' Kébé 39' |       | 75' Zuma    | Stade du 4-Août, Ouagadougou Toeschouwers: 25.000 Scheidsrechter: Coffi Codjia |

|                                                   |                         |       |            |                                                                                  |
| 4 september 2005 «onderlinge duels» 15:30 (UTC+1) | Congo-Kinshasa          | 2 – 1 | Kaapverdië | Stade des Martyrs, Kinshasa Toeschouwers: 75.000 Scheidsrechter: Mohamed Guezzaz |
| 4 september 2005 «onderlinge duels» 15:30 (UTC+1) | Kitambala 21' Mputu 49' |       | 24' Caló   | Stade des Martyrs, Kinshasa Toeschouwers: 75.000 Scheidsrechter: Mohamed Guezzaz |

|                                                 |                      |       |         |                                                                                      |
| 4 september 2005 «onderlinge duels» 16:30 (UTC) | Ghana                | 2 – 0 | Oeganda | Baba Yarastadion, Kumasi Toeschouwers: 45.000 Scheidsrechter: Jean-Marie Hicuburundi |
| 4 september 2005 «onderlinge duels» 16:30 (UTC) | Essien 10' Amoah 15' |       |         | Baba Yarastadion, Kumasi Toeschouwers: 45.000 Scheidsrechter: Jean-Marie Hicuburundi |

|                                                 |            |                                                     |       |                                                                           |
| 8 oktober 2005 «onderlinge duels» 14:00 (UTC−1) | Kaapverdië | 0 – 4                                               | Ghana | Estádio da Várzea, Praia Toeschouwers: 6.500 Scheidsrechter: Mourad Daami |
| 8 oktober 2005 «onderlinge duels» 14:00 (UTC−1) |            | 5' Asamoah Frimpong 35' Muntari 75' Gyan 87' Attram |       | Estádio da Várzea, Praia Toeschouwers: 6.500 Scheidsrechter: Mourad Daami |

|                                                 |              |       |                     |                                                                                   |
| 8 oktober 2005 «onderlinge duels» 17:00 (UTC+2) | Zuid-Afrika  | 2 – 2 | Congo-Kinshasa      | Kings Parkstadion, Durban Toeschouwers: 35.000 Scheidsrechter: Jean-Olivier Mbera |
| 8 oktober 2005 «onderlinge duels» 17:00 (UTC+2) | Zuma 5', 52' |       | 11' Mputu 44' Nonda | Kings Parkstadion, Durban Toeschouwers: 35.000 Scheidsrechter: Jean-Olivier Mbera |

|                                                 |                                  |       |                      |                                                                                |
| 8 oktober 2005 «onderlinge duels» 18:00 (UTC+3) | Oeganda                          | 2 – 2 | Burkina Faso         | Nationaal Stadion, Kampala Toeschouwers: 1.433 Scheidsrechter: Mohamed Benouza |
| 8 oktober 2005 «onderlinge duels» 18:00 (UTC+3) | Masaba 30' (pen.) Sserunkuma 71' |       | 15' Kébé 75' Rouamba | Nationaal Stadion, Kampala Toeschouwers: 1.433 Scheidsrechter: Mohamed Benouza |

### Groep 3
Groep 3 was een ware "poule des doods" met Kameroen dat vier keer achter elkaar zich kwalificeerde voor het WK, het altijd sterke Egypte en land in opkomst Ivoorkust. Zowel Ivoorkust als Kameroen hadden een topspits, Didier Drogba vertrok na een sterk seizoen bij Olympique Marseille naar Chelsea FC, Samuel Eto'o vertrok naar FC Barcelona. In de eerste wedstrijden van 2004 zorgde Ivoorkust voor een belangrijke zege in de uitwedstrijd tegen Egypte (1-2) dankzij een winnend doelpunt van Drogba. Kameroen verspeelde een punt tegen Libië, maar trok het recht door van Ivoorkust te winnen met 2-0, Eto'o zorgde in de 80e minuut voor de openingstreffer. Na drie wedstrijden leed Kameroen met zeven punten, Ivoorkust volgde met zes punten, Egypte en Libië hadden drie punten achterstand.
Egypte bleef wisselvallig presteren, na een 3-2 overwinning op Kameroen volgde een pijnlijke 2-1 nederlaag tegen buurland Libië. De Italiaanse coach van Egypte Marco Tardelli weigerde de vedette van Egypte Mido op te stellen, nadat hij afzegde voor de wedstrijd tegen Kameroen, maar wel een oefenwedstrijd met AS Roma speelde. Na de nederlaag tegen Libië werd Tardelli ontslagen. Ivoorkust nam de leiding over van Kameroen en na acht wedstrijden bleef de voorsprong op Kameroen twee punten, Egypte viel definitief af na een 2-0 nederlaag tegen Ivoorkust door weer twee treffers van Drogba.
Op de voorlaatste speeldag speelden de "Olifanten" (Ivoorkust) en de "Ontembare leeuwen" (Kameroen) tegen elkaar, in een spannende wedstrijd maakte Drogba steeds gelijk, maar Pierre Webó scoorde vijf minuten voor tijd zijn derde en de winnende treffer: 2-3. Ivoorkust was zijn voorsprong kwijt, won hun laatste wedstrijd met 1-3 van Soedan en moesten hopen op een misstap van Kameroen tegen Egypte. Kameroen had het net als een jaar eerder lastig met Egypte en moest elf minuten voor tijd de gelijkmaker incasseren (1-1). Kameroen kreeg in de ultieme slotfase een strafschop nadat Eto'o werd neergehaald. Tot ontzetting van het hele stadion schoot Pierre Womé op de paal, het was meteen de laatste handeling van de wedstrijd. De verdediger van Inter Milan vluchtte het land uit, zijn mercedes werd zwaar beschadigd en zijn huis werd in brand gestoken. Pas een jaar later werd Womé weer opgeoepen voor het nationale team. Ivoorkust plaatste zich door de misser voor de eerste keer voor het WK.
| Nr. | Land      | GW | W | G | V | DV | DT | DS  | Ptn | Resultaat                                 |
| --- | --------- | -- | - | - | - | -- | -- | --- | --- | ----------------------------------------- |
| 1   | Ivoorkust | 10 | 7 | 1 | 2 | 20 | 7  | +13 | 22  | Gekwalificeerd voor het WK en Afrika Cup. |
| 2   | Kameroen  | 10 | 6 | 3 | 1 | 18 | 10 | +8  | 21  | Gekwalificeerd voor de Afrika Cup.        |
| 3   | Egypte    | 10 | 5 | 2 | 3 | 26 | 15 | +11 | 17  | Gekwalificeerd voor de Afrika Cup.        |
| 4   | Libië     | 10 | 3 | 3 | 4 | 8  | 10 | –2  | 12  | Gekwalificeerd voor de Afrika Cup.        |
| 5   | Soedan    | 10 | 1 | 3 | 6 | 6  | 22 | –16 | 6   |                                           |
| 6   | Benin     | 10 | 1 | 2 | 7 | 9  | 23 | –14 | 5   |                                           |

|                                      |                    |       |                 |                                                                                        |
| 6 juni 2004 «onderlinge duels» 15:30 | Kameroen           | 2 – 1 | Benin           | Ahmadou Ahidjostadion, Yaoundé Toeschouwers: 40.000 Scheidsrechter: Jean-Olivier Mbera |
| 6 juni 2004 «onderlinge duels» 15:30 | Eto'o 42' Song 45' |       | 11' S. Tchomogo | Ahmadou Ahidjostadion, Yaoundé Toeschouwers: 40.000 Scheidsrechter: Jean-Olivier Mbera |

|                                      |                               |       |       |                                                                                            |
| 6 juni 2004 «onderlinge duels» 16:00 | Ivoorkust                     | 2 – 0 | Libië | Stade Félix Houphouët-Boigny, Abidjan Toeschouwers: 40.827 Scheidsrechter: Eugenio Colembi |
| 6 juni 2004 «onderlinge duels» 16:00 | Dindane 35' Drogba 63' (pen.) |       |       | Stade Félix Houphouët-Boigny, Abidjan Toeschouwers: 40.827 Scheidsrechter: Eugenio Colembi |

|                                      |        |                                     |        |                                                                              |
| 6 juni 2004 «onderlinge duels» 20:00 | Soedan | 0 – 3                               | Egypte | Khartoumstadion, Khartoem Toeschouwers: 10.000 Scheidsrechter: Kubrom Kidane |
| 6 juni 2004 «onderlinge duels» 20:00 |        | 6' Ali 53' Abo Treka 88' Abdelwahab |        | Khartoumstadion, Khartoem Toeschouwers: 10.000 Scheidsrechter: Kubrom Kidane |

|                                       |       |       |          |                                                                          |
| 18 juni 2004 «onderlinge duels» 19:30 | Libië | 0 – 0 | Kameroen | 9 julistadion, Misrata Toeschouwers: 7.000 Scheidsrechter: Lim Kee Chong |
| 18 juni 2004 «onderlinge duels» 19:30 |       |       |          | 9 julistadion, Misrata Toeschouwers: 7.000 Scheidsrechter: Lim Kee Chong |

|                                       |              |       |                |                                                                                 |
| 20 juni 2004 «onderlinge duels» 16:00 | Benin        | 1 – 1 | Soedan         | Stade de l'Amitié, Cotonou Toeschouwers: 20.000 Scheidsrechter: Mohamed Guezzaz |
| 20 juni 2004 «onderlinge duels» 16:00 | Ogunbiyi 30' |       | 45+2' A. Abdel | Stade de l'Amitié, Cotonou Toeschouwers: 20.000 Scheidsrechter: Mohamed Guezzaz |

|                                       |               |       |                        |                                                                                  |
| 20 juni 2004 «onderlinge duels» 20:00 | Egypte        | 1 – 2 | Ivoorkust              | Alexandriëstadion, Alexandrië Toeschouwers: 13.000 Scheidsrechter: Hichem Guirat |
| 20 juni 2004 «onderlinge duels» 20:00 | Abo Treka 55' |       | 22' Dindane 75' Drogba | Alexandriëstadion, Alexandrië Toeschouwers: 13.000 Scheidsrechter: Hichem Guirat |

|                                      |        |            |       |                                                                               |
| 3 juli 2004 «onderlinge duels» 20:00 | Soedan | 0 – 1      | Libië | Khartoumstadion, Khartoem Toeschouwers: 10.000 Scheidsrechter: Daniel Bennett |
| 3 juli 2004 «onderlinge duels» 20:00 |        | 90+3' Kara |       | Khartoumstadion, Khartoem Toeschouwers: 10.000 Scheidsrechter: Daniel Bennett |

|                                      |                         |       |           |                                                                                     |
| 4 juli 2004 «onderlinge duels» 15:30 | Kameroen                | 2 – 0 | Ivoorkust | Ahmadou Ahidjostadion, Yaoundé Toeschouwers: 40.000 Scheidsrechter: Mohamed Guezzaz |
| 4 juli 2004 «onderlinge duels» 15:30 | Eto'o 80' Feutchine 82' |       |           | Ahmadou Ahidjostadion, Yaoundé Toeschouwers: 40.000 Scheidsrechter: Mohamed Guezzaz |

|                                      |                                                |       |                                      |                                                                                      |
| 4 juli 2004 «onderlinge duels» 16:00 | Benin                                          | 3 – 3 | Egypte                               | Stade de l'Amitié, Cotonou Toeschouwers: 15.000 Scheidsrechter: Chukwudi Chukwujekwu |
| 4 juli 2004 «onderlinge duels» 16:00 | O. Tchomogo 8' (pen.) Ahouéya 46' Ogunbiyi 68' |       | 66' Hassan 75' Abo Treka 80' Mostafa | Stade de l'Amitié, Cotonou Toeschouwers: 15.000 Scheidsrechter: Chukwudi Chukwujekwu |

|                                           |                                                  |       |            |                                                                            |
| 3 september 2004 «onderlinge duels» 19:00 | Libië                                            | 4 – 1 | Benin      | 11 Junistadion, Tripoli Toeschouwers: 30.000 Scheidsrechter: Kubrom Kidane |
| 3 september 2004 «onderlinge duels» 19:00 | Al Shibani 9' Kara 47' A. Osman 51' Al Ramly 70' |       | 12' Osseni | 11 Junistadion, Tripoli Toeschouwers: 30.000 Scheidsrechter: Kubrom Kidane |

|                                           |                                                           |       |        |                                                                                      |
| 5 september 2004 «onderlinge duels» 16:00 | Ivoorkust                                                 | 5 – 0 | Soedan | Stade Félix Houphouët-Boigny, Abidjan Toeschouwers: 20.000 Scheidsrechter: Sule Mana |
| 5 september 2004 «onderlinge duels» 16:00 | Drogba 12' (pen.) Dindane 15', 64' Yapi Yapo 25' Koné 56' |       |        | Stade Félix Houphouët-Boigny, Abidjan Toeschouwers: 20.000 Scheidsrechter: Sule Mana |

|                                           |                                      |       |                      |                                                                                    |
| 5 september 2004 «onderlinge duels» 20:00 | Egypte                               | 3 – 2 | Kameroen             | Arab Contractors-stadion, Caïro Toeschouwers: 25.000 Scheidsrechter: Lim Kee Chong |
| 5 september 2004 «onderlinge duels» 20:00 | Shawky 45' Hassan 74' T. El-Said 86' |       | 88' Tchato 89' Eto'o | Arab Contractors-stadion, Caïro Toeschouwers: 25.000 Scheidsrechter: Lim Kee Chong |

|                                         |                       |       |          |                                                                              |
| 8 oktober 2004 «onderlinge duels» 19:00 | Libië                 | 2 – 1 | Egypte   | 11 Junistadion, Tripoli Toeschouwers: 80.000 Scheidsrechter: Djamel Haimoudi |
| 8 oktober 2004 «onderlinge duels» 19:00 | Kara 31' A. Osman 85' |       | 57' Zaki | 11 Junistadion, Tripoli Toeschouwers: 80.000 Scheidsrechter: Djamel Haimoudi |

|                                         |          |       |           |                                                                                             |
| 9 oktober 2004 «onderlinge duels» 20:30 | Soedan   | 1 – 1 | Kameroen  | Al-Merrikh Stadion, Omdurman Toeschouwers: 30.000 Scheidsrechter: Buenkadila Wabelo Bisingu |
| 9 oktober 2004 «onderlinge duels» 20:30 | Agab 17' |       | 90+2' Job | Al-Merrikh Stadion, Omdurman Toeschouwers: 30.000 Scheidsrechter: Buenkadila Wabelo Bisingu |

|                                          |       |             |           |                                                                            |
| 10 oktober 2004 «onderlinge duels» 16:00 | Benin | 0 – 1       | Ivoorkust | Stade de l'Amitié, Cotonou Toeschouwers: 25.000 Scheidsrechter: Modou Sowe |
| 10 oktober 2004 «onderlinge duels» 16:00 |       | 48' Dindane |           | Stade de l'Amitié, Cotonou Toeschouwers: 25.000 Scheidsrechter: Modou Sowe |

|                                        |                     |       |            |                                                                                   |
| 27 maart 2005 «onderlinge duels» 15:30 | Kameroen            | 2 – 1 | Soedan     | Ahmadou Ahidjostadion, Yaoundé Toeschouwers: 30.000 Scheidsrechter: Badara Diatta |
| 27 maart 2005 «onderlinge duels» 15:30 | Geremi 34' Webó 90' |       | 41' Tambal | Ahmadou Ahidjostadion, Yaoundé Toeschouwers: 30.000 Scheidsrechter: Badara Diatta |

|                                        |                          |       |       |                                                                                          |
| 27 maart 2005 «onderlinge duels» 16:00 | Ivoorkust                | 3 – 0 | Benin | Stade Félix Houphouët-Boigny, Abidjan Toeschouwers: 35.000 Scheidsrechter: Hichem Guirat |
| 27 maart 2005 «onderlinge duels» 16:00 | Kalou 7' Drogba 19', 59' |       |       | Stade Félix Houphouët-Boigny, Abidjan Toeschouwers: 35.000 Scheidsrechter: Hichem Guirat |

|                                        |                                    |       |             |                                                                                  |
| 27 maart 2005 «onderlinge duels» 20:00 | Egypte                             | 4 – 1 | Libië       | Arab Contractors-stadion, Cairo Toeschouwers: 30.000 Scheidsrechter: Éric Poulat |
| 27 maart 2005 «onderlinge duels» 20:00 | Mido 55' Meteb 56', 81' Hassan 76' |       | 50' Ferjani | Arab Contractors-stadion, Cairo Toeschouwers: 30.000 Scheidsrechter: Éric Poulat |

|                                      |       |       |           |                                                                            |
| 3 juni 2005 «onderlinge duels» 19:00 | Libië | 0 – 0 | Ivoorkust | 11 Junistadion, Tripoli Toeschouwers: 45.000 Scheidsrechter: Lim Kee Chong |
| 3 juni 2005 «onderlinge duels» 19:00 |       |       |           | 11 Junistadion, Tripoli Toeschouwers: 45.000 Scheidsrechter: Lim Kee Chong |

|                                      |             |       |                                        |                                                                                      |
| 4 juni 2005 «onderlinge duels» 16:00 | Benin       | 1 – 4 | Kameroen                               | Stade de l'Amitié, Cotonou Toeschouwers: 20.000 Scheidsrechter: Abderrahim El Arjoun |
| 4 juni 2005 «onderlinge duels» 16:00 | Agbessi 81' |       | 19' Song 51' Webó 64' Geremi 69' Eto'o | Stade de l'Amitié, Cotonou Toeschouwers: 20.000 Scheidsrechter: Abderrahim El Arjoun |

|                                      |                                                          |       |            |                                                                                    |
| 5 juni 2005 «onderlinge duels» 21:00 | Egypte                                                   | 6 – 1 | Soedan     | Arab Contractors-stadion, Cairo Toeschouwers: 20.000 Scheidsrechter: Joseph Mususa |
| 5 juni 2005 «onderlinge duels» 21:00 | Ali 8', 31' Zaki 28', 50' T. El-Said 86' Abdel Malek 71' |       | 83' Tambal | Arab Contractors-stadion, Cairo Toeschouwers: 20.000 Scheidsrechter: Joseph Mususa |

|                                       |          |       |       |                                                                                     |
| 19 juni 2005 «onderlinge duels» 15:30 | Kameroen | 1 – 0 | Libië | Ahmadou Ahidjostadion, Yaoundé Toeschouwers: 36.000 Scheidsrechter: Koman Coulibaly |
| 19 juni 2005 «onderlinge duels» 15:30 | Webó 37' |       |       | Ahmadou Ahidjostadion, Yaoundé Toeschouwers: 36.000 Scheidsrechter: Koman Coulibaly |

|                                       |                 |       |        |                                                                                         |
| 19 juni 2005 «onderlinge duels» 16:00 | Ivoorkust       | 2 – 0 | Egypte | Stade Félix Houphouët-Boigny, Abidjan Toeschouwers: 30.000 Scheidsrechter: Jerome Damon |
| 19 juni 2005 «onderlinge duels» 16:00 | Drogba 41', 49' |       |        | Stade Félix Houphouët-Boigny, Abidjan Toeschouwers: 30.000 Scheidsrechter: Jerome Damon |

|                                           |            |       |       |                                                                                |
| 17 augustus 2005 «onderlinge duels» 20:30 | Soedan     | 1 – 0 | Benin | Al-Merrikh Stadion, Omdurman Toeschouwers: 12.000 Scheidsrechter: Eddy Maillet |
| 17 augustus 2005 «onderlinge duels» 20:30 | Tambal 20' |       |       | Al-Merrikh Stadion, Omdurman Toeschouwers: 12.000 Scheidsrechter: Eddy Maillet |

|                                           |       |       |        |                                                                           |
| 2 september 2005 «onderlinge duels» 19:00 | Libië | 0 – 0 | Soedan | 11 Junistadion, Tripoli Toeschouwers: 20.000 Scheidsrechter: Lassina Paré |
| 2 september 2005 «onderlinge duels» 19:00 |       |       |        | 11 Junistadion, Tripoli Toeschouwers: 20.000 Scheidsrechter: Lassina Paré |

|                                           |                 |       |                      |                                                                                         |
| 4 september 2005 «onderlinge duels» 16:00 | Ivoorkust       | 2 – 3 | Kameroen             | Stade Félix Houphouët-Boigny, Abidjan Toeschouwers: 34.500 Scheidsrechter: Mourad Daami |
| 4 september 2005 «onderlinge duels» 16:00 | Drogba 38', 47' |       | 30', 45+2', 85' Webó | Stade Félix Houphouët-Boigny, Abidjan Toeschouwers: 34.500 Scheidsrechter: Mourad Daami |

|                                           |                             |       |               |                                                                                               |
| 4 september 2005 «onderlinge duels» 20:30 | Egypte                      | 4 – 1 | Benin         | Arab Contractors-stadion, Cairo Toeschouwers: 5.000 Scheidsrechter: Buenkadila Wabelo Bisingu |
| 4 september 2005 «onderlinge duels» 20:30 | Zaki 12', 15', 84' Mido 71' |       | 60' Sessègnon | Arab Contractors-stadion, Cairo Toeschouwers: 5.000 Scheidsrechter: Buenkadila Wabelo Bisingu |

|                                         |            |       |            |                                                                                     |
| 8 oktober 2005 «onderlinge duels» 16:00 | Kameroen   | 1 – 1 | Egypte     | Ahmadou Ahidjostadion, Yaoundé Toeschouwers: 38.750 Scheidsrechter: Koman Coulibaly |
| 8 oktober 2005 «onderlinge duels» 16:00 | Douala 20' |       | 79' Shawky | Ahmadou Ahidjostadion, Yaoundé Toeschouwers: 38.750 Scheidsrechter: Koman Coulibaly |

|                                         |            |       |                            |                                                                                |
| 8 oktober 2005 «onderlinge duels» 18:00 | Soedan     | 1 – 3 | Ivoorkust                  | Al-Merrikh Stadion, Omdurman Toeschouwers: 20.000 Scheidsrechter: Jerome Damon |
| 8 oktober 2005 «onderlinge duels» 18:00 | Tambal 89' |       | 22' Akalé 51', 73' Dindane | Al-Merrikh Stadion, Omdurman Toeschouwers: 20.000 Scheidsrechter: Jerome Damon |

|                                         |               |       |       |                                                                                        |
| 9 oktober 2005 «onderlinge duels» 16:00 | Benin         | 1 – 0 | Libië | Stade René Pleven d'Akpakpa, Cotonou Toeschouwers: 1.880 Scheidsrechter: Joseph Mususa |
| 9 oktober 2005 «onderlinge duels» 16:00 | R. Chitou 60' |       |       | Stade René Pleven d'Akpakpa, Cotonou Toeschouwers: 1.880 Scheidsrechter: Joseph Mususa |

### Groep 4
De hoogtijdagen van de jaren negentig waren voorbij, maar toch was Nigeria verreweg favoriet met als tegenstanders allemaal teams die geen grote reputatie hadden. Van de glorietijd waren nog twee spelers over Jay Jay Okocha en Nwankwo Kanu, beiden spelend in de Premier League. Vroeg in de competitie leden de "Super Eagles" een nederlaag tegen Angola door een doelpunt van Akwá vlak voor tijd  en Angola nam de leiding in deze groep. Op de zesde speeldag leed Angola zijn eerste nederlaag tegen het eveneens kansrijke Zimbabwe en had Nigeria weer een voorsprong van twee punten.
Op de zevende speeldag verspeelde Nigeria kostbare punten door met 1-1 gelijk te spelen tegen nummer laatst Rwanda, een late gelijkmaker van Obafemi Martins voorkwam een blamage en omdat Angola met 2-1 won van Algerije hadden beide landen evenveel punten voor de onderlinge wedstrijd. Nigeria kwam snel op voorsprong door een doelpunt van Okocha, maar de gelijkmaker van Paulo Figueiredo zorgde dat Nigeria het initiatief kwijt was geraakt, aangezien de onderlinge resultaten beslissend waren, bondscoach Christian Chukwu werd ontslagen. Angola had nog twee overwinningen nodig om zich te kwalificeren. Na een 3-0 zege op Gabon bleef het lang 0-0 in de uitwedstrijd tegen Rwanda, maar elf minuten voor tijd zorgde Akwá voor opluchting: 0-1, president Dos Santos was trots op dit onverwachte succes in het door oorlogen geplaagde land.
| Nr. | Land     | GW | W | G | V | DV | DT | DS  | Ptn | Resultaat                                 |
| --- | -------- | -- | - | - | - | -- | -- | --- | --- | ----------------------------------------- |
| 1   | Angola   | 10 | 6 | 3 | 1 | 12 | 6  | +6  | 21  | Gekwalificeerd voor het WK en Afrika Cup. |
| 2   | Nigeria  | 10 | 6 | 3 | 1 | 21 | 7  | +14 | 21  | Gekwalificeerd voor de Afrika Cup.        |
| 3   | Zimbabwe | 10 | 4 | 3 | 3 | 13 | 14 | –1  | 15  | Gekwalificeerd voor de Afrika Cup.        |
| 4   | Gabon    | 10 | 2 | 4 | 4 | 11 | 13 | –2  | 10  |                                           |
| 5   | Algerije | 10 | 1 | 5 | 4 | 8  | 15 | –7  | 8   |                                           |
| 6   | Rwanda   | 10 | 1 | 2 | 7 | 6  | 16 | –10 | 5   |                                           |

|                                      |               |       |              |                                                                                |
| 5 juni 2004 «onderlinge duels» 16:00 | Gabon         | 1 – 1 | Zimbabwe     | Stade Omar Bongo, Libreville Toeschouwers: 25.000 Scheidsrechter: Alex Quartey |
| 5 juni 2004 «onderlinge duels» 16:00 | T. Nguema 52' |       | 82' Kaondera | Stade Omar Bongo, Libreville Toeschouwers: 25.000 Scheidsrechter: Alex Quartey |

|                                      |                  |       |        |                                                                       |
| 5 juni 2004 «onderlinge duels» 16:00 | Nigeria          | 2 – 0 | Rwanda | Abujastadion, Abuja Toeschouwers: 35.000 Scheidsrechter: Lassina Paré |
| 5 juni 2004 «onderlinge duels» 16:00 | Martins 55', 88' |       |        | Abujastadion, Abuja Toeschouwers: 35.000 Scheidsrechter: Lassina Paré |

|                                      |          |       |        |                                                                               |
| 5 juni 2004 «onderlinge duels» 19:00 | Algerije | 0 – 0 | Angola | 19 mei 1956-stadion, Annaba Toeschouwers: 55.000 Scheidsrechter: Mourad Daami |
| 5 juni 2004 «onderlinge duels» 19:00 |          |       |        | 19 mei 1956-stadion, Annaba Toeschouwers: 55.000 Scheidsrechter: Mourad Daami |

|                                       |                         |       |               |                                                                               |
| 19 juni 2004 «onderlinge duels» 16:00 | Rwanda                  | 3 – 1 | Gabon         | Amahorostadion, Kigali Toeschouwers: 16.325 Scheidsrechter: Isaack Abdulkadir |
| 19 juni 2004 «onderlinge duels» 16:00 | Saïd 4', 64' Mulisa 27' |       | 20' T. Nguema | Amahorostadion, Kigali Toeschouwers: 16.325 Scheidsrechter: Isaack Abdulkadir |

|                                       |                 |       |            |                                                                                    |
| 20 juni 2004 «onderlinge duels» 15:00 | Zimbabwe        | 1 – 1 | Algerije   | National Sports Stadium, Harare Toeschouwers: 65.000 Scheidsrechter: Wa Ntambidila |
| 20 juni 2004 «onderlinge duels» 15:00 | Raho 60' (e.d.) |       | 3' Cherrad | National Sports Stadium, Harare Toeschouwers: 65.000 Scheidsrechter: Wa Ntambidila |

|                                       |          |       |         |                                                                              |
| 20 juni 2004 «onderlinge duels» 15:30 | Angola   | 1 – 0 | Nigeria | Estádio da Cidadela, Luanda Toeschouwers: 40.000 Scheidsrechter: Aaron Nkole |
| 20 juni 2004 «onderlinge duels» 15:30 | Akwá 84' |       |         | Estádio da Cidadela, Luanda Toeschouwers: 40.000 Scheidsrechter: Aaron Nkole |

|                                      |          |       |          |                                                                           |
| 3 juli 2004 «onderlinge duels» 16:00 | Nigeria  | 1 – 0 | Algerije | Abujastadion, Abuja Toeschouwers: 35.000 Scheidsrechter: Ladoual Hisseine |
| 3 juli 2004 «onderlinge duels» 16:00 | Yobo 84' |       |          | Abujastadion, Abuja Toeschouwers: 35.000 Scheidsrechter: Ladoual Hisseine |

|                                      |        |                              |          |                                                                               |
| 3 juli 2004 «onderlinge duels» 16:00 | Rwanda | 0 – 2                        | Zimbabwe | Amahorostadion, Kigali Toeschouwers: 13.000 Scheidsrechter: Youngson Chilinda |
| 3 juli 2004 «onderlinge duels» 16:00 |        | 41' P. Ndlovu 79' Nengomasha |          | Amahorostadion, Kigali Toeschouwers: 13.000 Scheidsrechter: Youngson Chilinda |

|                                      |                            |       |                           |                                                                                |
| 3 juli 2004 «onderlinge duels» 16:00 | Gabon                      | 2 – 2 | Angola                    | Stade Omar Bongo, Libreville Toeschouwers: 20.000 Scheidsrechter: René Louzaya |
| 3 juli 2004 «onderlinge duels» 16:00 | Issiémou 44' T. Nguema 49' |       | 19' Akwá 81' Rebelo Lopes | Stade Omar Bongo, Libreville Toeschouwers: 20.000 Scheidsrechter: René Louzaya |

|                                           |          |                                              |         |                                                                                           |
| 5 september 2004 «onderlinge duels» 15:00 | Zimbabwe | 0 – 3                                        | Nigeria | National Sports Stadium, Harare Toeschouwers: 60.000 Scheidsrechter: Joseph Mandzioukouta |
| 5 september 2004 «onderlinge duels» 15:00 |          | 3' Aghahowa 28' Enakarhire 48' (pen.) Yakubu |         | National Sports Stadium, Harare Toeschouwers: 60.000 Scheidsrechter: Joseph Mandzioukouta |

|                                           |            |       |        |                                                                               |
| 5 september 2004 «onderlinge duels» 15:30 | Angola     | 1 – 0 | Rwanda | Estádio da Cidadela, Luanda Toeschouwers: 30.000 Scheidsrechter: Jerome Damon |
| 5 september 2004 «onderlinge duels» 15:30 | Freddy 52' |       |        | Estádio da Cidadela, Luanda Toeschouwers: 30.000 Scheidsrechter: Jerome Damon |

|                                           |          |                                        |       |                                                                               |
| 5 september 2004 «onderlinge duels» 20:15 | Algerije | 0 – 3                                  | Gabon | 19 mei 1956-stadion, Annaba Toeschouwers: 51.000 Scheidsrechter: Falla N'Doye |
| 5 september 2004 «onderlinge duels» 20:15 |          | 56' Aubameyang 73' Akieremy 84' Bito'o |       | 19 mei 1956-stadion, Annaba Toeschouwers: 51.000 Scheidsrechter: Falla N'Doye |

|                                         |         |       |              |                                                                                 |
| 9 oktober 2004 «onderlinge duels» 16:00 | Rwanda  | 1 – 1 | Algerije     | Amahorostadion, Kigali Toeschouwers: 20.000 Scheidsrechter: Khalid Abdel Rahman |
| 9 oktober 2004 «onderlinge duels» 16:00 | Saïd 9' |       | 14' Bourahli | Amahorostadion, Kigali Toeschouwers: 20.000 Scheidsrechter: Khalid Abdel Rahman |

|                                         |              |       |            |                                                                                     |
| 9 oktober 2004 «onderlinge duels» 16:30 | Gabon        | 1 – 1 | Nigeria    | Stade Omar Bongo, Libreville Toeschouwers: 26.000 Scheidsrechter: Koudougou Yameogo |
| 9 oktober 2004 «onderlinge duels» 16:30 | Issiémou 29' |       | 50' Yakubu | Stade Omar Bongo, Libreville Toeschouwers: 26.000 Scheidsrechter: Koudougou Yameogo |

|                                          |            |       |          |                                                                                |
| 10 oktober 2004 «onderlinge duels» 15:30 | Angola     | 1 – 0 | Zimbabwe | Estádio da Cidadela, Luanda Toeschouwers: 17.000 Scheidsrechter: Verson Lwanja |
| 10 oktober 2004 «onderlinge duels» 15:30 | Flávio 53' |       |          | Estádio da Cidadela, Luanda Toeschouwers: 17.000 Scheidsrechter: Verson Lwanja |

|                                        |                       |       |       |                                                                                               |
| 26 maart 2005 «onderlinge duels» 19:00 | Nigeria               | 2 – 0 | Gabon | Liberation Stadium, Port Harcourt Toeschouwers: 16.489 Scheidsrechter: Jean-Marie Hicuburundi |
| 26 maart 2005 «onderlinge duels» 19:00 | Aghahowa 79' Kanu 81' |       |       | Liberation Stadium, Port Harcourt Toeschouwers: 16.489 Scheidsrechter: Jean-Marie Hicuburundi |

|                                        |                          |       |        |                                                                                   |
| 27 maart 2005 «onderlinge duels» 15:00 | Zimbabwe                 | 2 – 0 | Angola | National Sports Stadium, Harare Toeschouwers: 40.894 Scheidsrechter: Coffi Codjia |
| 27 maart 2005 «onderlinge duels» 15:00 | Kaondera 59' Benjani 73' |       |        | National Sports Stadium, Harare Toeschouwers: 40.894 Scheidsrechter: Coffi Codjia |

|                                        |               |       |        |                                                                                  |
| 27 maart 2005 «onderlinge duels» 19:00 | Algerije      | 1 – 0 | Rwanda | Ahmed Zabanastadion, Oran Toeschouwers: 45.000 Scheidsrechter: Esam Abd El Fatah |
| 27 maart 2005 «onderlinge duels» 19:00 | Boutabout 48' |       |        | Ahmed Zabanastadion, Oran Toeschouwers: 45.000 Scheidsrechter: Esam Abd El Fatah |

|                                      |               |       |       |                                                                                      |
| 5 juni 2005 «onderlinge duels» 15:00 | Zimbabwe      | 1 – 0 | Gabon | National Sports Stadium, Harare Toeschouwers: 55.000 Scheidsrechter: Muhmed Ssegonga |
| 5 juni 2005 «onderlinge duels» 15:00 | P. Ndlovu 52' |       |       | National Sports Stadium, Harare Toeschouwers: 55.000 Scheidsrechter: Muhmed Ssegonga |

|                                      |                     |       |               |                                                                                         |
| 5 juni 2005 «onderlinge duels» 15:30 | Angola              | 2 – 1 | Algerije      | Estádio da Cidadela, Luanda Toeschouwers: 27.000 Scheidsrechter: Jean-Marie Hicuburundi |
| 5 juni 2005 «onderlinge duels» 15:30 | Flávio 50' Akwá 58' |       | 63' Boutabout | Estádio da Cidadela, Luanda Toeschouwers: 27.000 Scheidsrechter: Jean-Marie Hicuburundi |

|                                      |            |       |             |                                                                           |
| 5 juni 2005 «onderlinge duels» 16:00 | Rwanda     | 1 – 1 | Nigeria     | Amahorostadion, Kigali Toeschouwers: 30.000 Scheidsrechter: Kubrom Kidane |
| 5 juni 2005 «onderlinge duels» 16:00 | Gatete 53' |       | 78' Martins | Amahorostadion, Kigali Toeschouwers: 30.000 Scheidsrechter: Kubrom Kidane |

|                                       |                                         |       |        |                                                                                        |
| 18 juni 2005 «onderlinge duels» 16:00 | Gabon                                   | 3 – 0 | Rwanda | Stade Omar Bongo, Libreville Toeschouwers: 10.000 Scheidsrechter: Abderrahim El Arjoun |
| 18 juni 2005 «onderlinge duels» 16:00 | Djissikadie 10' Londo 55' T. Nguema 60' |       |        | Stade Omar Bongo, Libreville Toeschouwers: 10.000 Scheidsrechter: Abderrahim El Arjoun |

|                                       |           |       |                |                                                                                  |
| 18 juni 2005 «onderlinge duels» 16:00 | Nigeria   | 1 – 1 | Angola         | Sani Abacha-stadion, Kano Toeschouwers: 17.000 Scheidsrechter: Esam Abd El Fatah |
| 18 juni 2005 «onderlinge duels» 16:00 | Okocha 5' |       | 60' Figueiredo | Sani Abacha-stadion, Kano Toeschouwers: 17.000 Scheidsrechter: Esam Abd El Fatah |

|                                       |                     |       |                            |                                                                             |
| 19 juni 2005 «onderlinge duels» 20:30 | Algerije            | 2 – 2 | Zimbabwe                   | Ahmed Zabanastadion, Oran Toeschouwers: 15.000 Scheidsrechter: Lassina Paré |
| 19 juni 2005 «onderlinge duels» 20:30 | Yahia 17' Daoud 48' |       | 33' Kaondera 87' P. Ndlovu | Ahmed Zabanastadion, Oran Toeschouwers: 15.000 Scheidsrechter: Lassina Paré |

|                                           |                                                   |       |       |                                                                                  |
| 4 september 2005 «onderlinge duels» 15:00 | Angola                                            | 3 – 0 | Gabon | Estádio da Cidadela, Luanda Toeschouwers: 35.000 Scheidsrechter: Koman Coulibaly |
| 4 september 2005 «onderlinge duels» 15:00 | Nsi-Akoue 25' (e.d.) Mantorras 44' Zé Kalanga 89' |       |       | Estádio da Cidadela, Luanda Toeschouwers: 35.000 Scheidsrechter: Koman Coulibaly |

|                                           |                                         |       |                     |                                                                                      |
| 4 september 2005 «onderlinge duels» 15:00 | Zimbabwe                                | 3 – 1 | Rwanda              | National Sports Stadium, Harare Toeschouwers: 55.000 Scheidsrechter: Muhmed Ssegonga |
| 4 september 2005 «onderlinge duels» 15:00 | Kaondera 4' Benjani 43' Rambanapasi 78' |       | 30' (e.d.) Makonese | National Sports Stadium, Harare Toeschouwers: 55.000 Scheidsrechter: Muhmed Ssegonga |

|                                           |                         |       |                                                  |                                                                                     |
| 4 september 2005 «onderlinge duels» 20:30 | Algerije                | 2 – 5 | Nigeria                                          | Ahmed Zabanastadion, Oran Toeschouwers: 11.000 Scheidsrechter: Abdullhakim Shelmani |
| 4 september 2005 «onderlinge duels» 20:30 | Yacef 48' Boutabout 58' |       | 20' (pen.), 88', 90' Martins 42' Utaka 81' Obodo | Ahmed Zabanastadion, Oran Toeschouwers: 11.000 Scheidsrechter: Abdullhakim Shelmani |

|                                         |                                                                   |       |             |                                                                       |
| 8 oktober 2005 «onderlinge duels» 15:00 | Nigeria                                                           | 5 – 1 | Zimbabwe    | Abujastadion, Abuja Toeschouwers: 45.000 Scheidsrechter: Lassina Paré |
| 8 oktober 2005 «onderlinge duels» 15:00 | Martins 35', 75' (pen.) Yussuf 62' Kanu 80' (pen.) Odemwingie 89' |       | 70' Benjani | Abujastadion, Abuja Toeschouwers: 45.000 Scheidsrechter: Lassina Paré |

|                                         |       |       |          |                                                                                               |
| 8 oktober 2005 «onderlinge duels» 15:30 | Gabon | 0 – 0 | Algerije | Stade Pierre Claver Divounguy, Port-Gentil Toeschouwers: 37.000 Scheidsrechter: Ousmane Diouf |
| 8 oktober 2005 «onderlinge duels» 15:30 |       |       |          | Stade Pierre Claver Divounguy, Port-Gentil Toeschouwers: 37.000 Scheidsrechter: Ousmane Diouf |

|                                         |        |          |        |                                                                             |
| 8 oktober 2005 «onderlinge duels» 16:00 | Rwanda | 0 – 1    | Angola | Amahorostadion, Kigali Toeschouwers: 25.000 Scheidsrechter: Mohamed Guezzaz |
| 8 oktober 2005 «onderlinge duels» 16:00 |        | 79' Akwá |        | Amahorostadion, Kigali Toeschouwers: 25.000 Scheidsrechter: Mohamed Guezzaz |

### Groep 5
Plaatsten in de overige Afrikaanse groepen debutanten zich voor de volgende ronde, groep 5 was een strijd tussen twee traditioneel sterke landen: Tunesië en Marokko De landen speelden al twaalf keer een kwalificatie-wedstrijd, liefst negen keer eindigde de wedstrijd een gelijkspel. Voor de kwalificatie-reeks speelden beide landen de finale van de Afrika-Cup, Tunesië won met 2-1. De wedstrijden van Kenia werden uitgesteld vanwege problemen rond het Keniaanse voetbal. De resutaten van Marokko en Tunesië waren bijna identiek, beiden blameerden zich in de uitwedstrijd tegen Malawi, beide landen speelden gelijk, Tunesië moest zelfs een 2-0 achterstand in de laatste tien minuten inhalen. Guinee won van Tunesië en speelde gelijk tegen Marokko en mengde zich in de strijd. Het onderlinge duel eindigde (traditioneel) in een gelijkspel, 1-1. Na vijf speelronden leidde Marokko met negen punten, één meer dan Tunesië en Guinee.
Guinee viel af na nederlagen tegen Marokko en Tunesië. Belangrijk waren de uitwedstrijd van beide kanshebbers tegen Kenia, terwijl Marokko gelijk speelde won Tunesië met 0-2 en nam het voor de beslissende wedstrijd tussen beide landen de leiding over met één punt voorsprong. Voor 60.000 toeschouwers in Tunis speelden twee Marokkanen die geboren en getogen zijn in Nederland, Nourdin Boukhari  van Ajax speelde in de basis, Ali Boussaboun van Feyenoord zou invallen. Twee keer kwam Marokko op voorsprong, twee keer maakte Tunesië gelijk, het laatste doelpunt, een mislukte voorzet van Adel Chedli zeilde het doel in mede door ongelukkig ingrijpen van doelman Tarek El Jarmouni. Marokko verloor nog een speler met een rode kaart en kon geen vuist meer maken. Coach Baddou Zaki, die een defensieve houding werd verweten gedurende deze beslissende wedstrijd stapte op. Marokko was met Israël en Cuba het enige land, dat geen wedstrijd verloor, maar zich toch niet plaatste voor het WK. 
| Nr. | Land     | GW | W | G | V | DV | DT | DS  | Ptn | Resultaat                                 |
| --- | -------- | -- | - | - | - | -- | -- | --- | --- | ----------------------------------------- |
| 1   | Tunesië  | 10 | 6 | 3 | 1 | 25 | 9  | +16 | 21  | Gekwalificeerd voor het WK en Afrika Cup. |
| 2   | Marokko  | 10 | 5 | 5 | 0 | 17 | 7  | +10 | 20  | Gekwalificeerd voor de Afrika Cup.        |
| 3   | Guinee   | 10 | 5 | 2 | 3 | 15 | 10 | +5  | 17  | Gekwalificeerd voor de Afrika Cup.        |
| 4   | Kenia    | 10 | 3 | 1 | 6 | 8  | 17 | –9  | 10  |                                           |
| 5   | Botswana | 10 | 3 | 0 | 7 | 10 | 18 | –8  | 9   |                                           |
| 6   | Malawi   | 10 | 1 | 3 | 6 | 12 | 26 | –14 | 6   |                                           |

|                                      |              |       |           |                                                                            |
| 5 juni 2004 «onderlinge duels» 15:00 | Malawi       | 1 – 1 | Marokko   | Kamazustadion, Blantyre Toeschouwers: 30.040 Scheidsrechter: Joseph Mususa |
| 5 juni 2004 «onderlinge duels» 15:00 | Munthali 35' |       | 25' Safri | Kamazustadion, Blantyre Toeschouwers: 30.040 Scheidsrechter: Joseph Mususa |

|                                      |                                        |       |               |                                                                                 |
| 5 juni 2004 «onderlinge duels» 19:15 | Tunesië                                | 4 – 1 | Botswana      | Stade 7 november, Radès Toeschouwers: 2.844 Scheidsrechter: Khalid Abdel Rahman |
| 5 juni 2004 «onderlinge duels» 19:15 | Clayton 9' Haggui 35', 79' Zitouni 74' |       | 65' Selolwane | Stade 7 november, Radès Toeschouwers: 2.844 Scheidsrechter: Khalid Abdel Rahman |

|                                           |                        |       |                      |                                                                                         |
| 17 november 2004 «onderlinge duels» 16:00 | Kenia                  | 2 – 1 | Guinee               | Nationaal Stadion Nyayo, Nairobi Toeschouwers: 16.000 Scheidsrechter: Esam Abd El Fatah |
| 17 november 2004 «onderlinge duels» 16:00 | Oliech 10' Mukenya 61' |       | 19' (pen.) Feindouno | Nationaal Stadion Nyayo, Nairobi Toeschouwers: 16.000 Scheidsrechter: Esam Abd El Fatah |

|                                       |                             |       |        |                                                                              |
| 19 juni 2004 «onderlinge duels» 15:00 | Botswana                    | 2 – 0 | Malawi | Nationaal Stadion, Gaborone Toeschouwers: 15.000 Scheidsrechter: Yusuf Awuye |
| 19 juni 2004 «onderlinge duels» 15:00 | Selolwane 7' Gabolwelwe 25' |       |        | Nationaal Stadion, Gaborone Toeschouwers: 15.000 Scheidsrechter: Yusuf Awuye |

|                                       |                 |       |            |                                                                                  |
| 20 juni 2004 «onderlinge duels» 16:30 | Guinee          | 2 – 1 | Tunesië    | Stade du 28 Septembre, Conakry Toeschouwers: 15.300 Scheidsrechter: Coffi Codjia |
| 20 juni 2004 «onderlinge duels» 16:30 | Diawara 12' 46' |       | 67' Braham | Stade du 28 Septembre, Conakry Toeschouwers: 15.300 Scheidsrechter: Coffi Codjia |

|                                          |                                         |       |            |                                                                                |
| 9 februari 2005 «onderlinge duels» 19:30 | Marokko                                 | 5 – 1 | Kenia      | Stade Moulay Abdallah, Rabat Toeschouwers: 40.000 Scheidsrechter: Wahid Tamuni |
| 9 februari 2005 «onderlinge duels» 19:30 | Zairi 12', 39', 90' Diane 46' Hadji 81' |       | 93' Otieno | Stade Moulay Abdallah, Rabat Toeschouwers: 40.000 Scheidsrechter: Wahid Tamuni |

|                                      |                 |       |             |                                                                                |
| 3 juli 2004 «onderlinge duels» 15:00 | Malawi          | 1 – 1 | Guinee      | Kamazustadion, Blantyre Toeschouwers: 11.383 Scheidsrechter: Isaack Abdulkadir |
| 3 juli 2004 «onderlinge duels» 15:00 | Mpinganjira 71' |       | 80' Diawara | Kamazustadion, Blantyre Toeschouwers: 11.383 Scheidsrechter: Isaack Abdulkadir |

|                                      |          |              |         |                                                                                  |
| 3 juli 2004 «onderlinge duels» 15:00 | Botswana | 0 – 1        | Marokko | Nationaal Stadion, Gaborone Toeschouwers: 22.000 Scheidsrechter: Gilbert Dlamini |
| 3 juli 2004 «onderlinge duels» 15:00 |          | 30' Mokhtari |         | Nationaal Stadion, Gaborone Toeschouwers: 22.000 Scheidsrechter: Gilbert Dlamini |

|                                           |              |       |       |                                                                           |
| 17 augustus 2005 «onderlinge duels» 20:45 | Tunesië      | 1 – 0 | Kenia | Stade 7 november, Radès Toeschouwers: 60.000 Scheidsrechter: Divine Evehe |
| 17 augustus 2005 «onderlinge duels» 20:45 | Guemamdia 2' |       |       | Stade 7 november, Radès Toeschouwers: 60.000 Scheidsrechter: Divine Evehe |

|                                           |                           |       |                                |                                                                                                |
| 4 september 2004 «onderlinge duels» 16:00 | Kenia                     | 3 – 2 | Malawi                         | Moi International Sports Centre, Nairobi Toeschouwers: 13.000 Scheidsrechter: Cornelius Mwanza |
| 4 september 2004 «onderlinge duels» 16:00 | Barasa 21' 29' Oliech 25' |       | 41' Munthali 90' (pen.) Mabedi | Moi International Sports Centre, Nairobi Toeschouwers: 13.000 Scheidsrechter: Cornelius Mwanza |

|                                           |                 |       |            |                                                                              |
| 4 september 2004 «onderlinge duels» 19:30 | Marokko         | 1 – 1 | Tunesië    | Stade Moulay Abdallah, Rabat Toeschouwers: 45.000 Scheidsrechter: Ahmed Auda |
| 4 september 2004 «onderlinge duels» 19:30 | El Karkouri 74' |       | 11' Santos | Stade Moulay Abdallah, Rabat Toeschouwers: 45.000 Scheidsrechter: Ahmed Auda |

|                                           |                                                 |       |          |                                                                                      |
| 5 september 2004 «onderlinge duels» 16:30 | Guinee                                          | 4 – 0 | Botswana | Stade du 28 Septembre, Conakry Toeschouwers: 25.000 Scheidsrechter: Justus Agbenyega |
| 5 september 2004 «onderlinge duels» 16:30 | Feindouno 44' Youla 54' Diawara 60' Mansaré 82' |       |          | Stade du 28 Septembre, Conakry Toeschouwers: 25.000 Scheidsrechter: Justus Agbenyega |

|                                         |                              |       |                          |                                                                          |
| 9 oktober 2004 «onderlinge duels» 15:00 | Malawi                       | 2 – 2 | Tunesië                  | Kamazustadion, Blantyre Toeschouwers: 20.000 Scheidsrechter: Yusuf Awuye |
| 9 oktober 2004 «onderlinge duels» 15:00 | Mwafulirwa 19' Chipatala 37' |       | 82' Jaziri 89' Ghodhbane | Kamazustadion, Blantyre Toeschouwers: 20.000 Scheidsrechter: Yusuf Awuye |

|                                         |                             |       |           |                                                                                  |
| 9 oktober 2004 «onderlinge duels» 16:00 | Botswana                    | 2 – 1 | Kenia     | Nationaal Stadion, Gaborone Toeschouwers: 16.500 Scheidsrechter: Eugenio Colembi |
| 9 oktober 2004 «onderlinge duels» 16:00 | Molwantwa 51' Selolwane 58' |       | 5' Oliech | Nationaal Stadion, Gaborone Toeschouwers: 16.500 Scheidsrechter: Eugenio Colembi |

|                                          |             |       |            |                                                                                            |
| 10 oktober 2004 «onderlinge duels» 16:30 | Guinee      | 1 – 1 | Marokko    | Stade du 28 Septembre, Conakry Toeschouwers: 25.000 Scheidsrechter: Manuel Monteiro Duarte |
| 10 oktober 2004 «onderlinge duels» 16:30 | Mansaré 50' |       | 5' Chamakh | Stade du 28 Septembre, Conakry Toeschouwers: 25.000 Scheidsrechter: Manuel Monteiro Duarte |

|                                        |            |       |          | |
| 26 maart 2005 «onderlinge duels» 16:00 | Kenia      | 1 – 0 | Botswana | Moi International Sports Centre, Nairobi Toeschouwers: 15.000 Scheidsrechter: Buenkadila Wabelo Bisingu |
| 26 maart 2005 «onderlinge duels» 16:00 | Oliech 44' |       |          | Moi International Sports Centre, Nairobi Toeschouwers: 15.000 Scheidsrechter: Buenkadila Wabelo Bisingu |

|                                        |                                                                         |       |        |                                                                                  |
| 26 maart 2005 «onderlinge duels» 19:15 | Tunesië                                                                 | 7 – 0 | Malawi | Stade 7 november, Radès Toeschouwers: 30.000 Scheidsrechter: Khalid Abdel Rahman |
| 26 maart 2005 «onderlinge duels» 19:15 | Guemamdia 3' Santos 12', 52', 75', 77' Clayton 60' (pen.) Ghodhbane 80' |       |        | Stade 7 november, Radès Toeschouwers: 30.000 Scheidsrechter: Khalid Abdel Rahman |

|                                        |           |       |        |                                                                                   |
| 26 maart 2005 «onderlinge duels» 19:30 | Marokko   | 1 – 0 | Guinee | Stade Moulay Abdallah, Rabat Toeschouwers: 70.000 Scheidsrechter: Koman Coulibaly |
| 26 maart 2005 «onderlinge duels» 19:30 | Hadji 62' |       |        | Stade Moulay Abdallah, Rabat Toeschouwers: 70.000 Scheidsrechter: Koman Coulibaly |

|                                      |                |       |                               |                                                                            |
| 4 juni 2005 «onderlinge duels» 15:00 | Botswana       | 1 – 3 | Tunesië                       | Nationaal Stadion, Gaborone Toeschouwers: 20.000 Scheidsrechter: Sule Mana |
| 4 juni 2005 «onderlinge duels» 15:00 | Gabonamong 12' |       | 27' Nafti 43' Santos 78' Abdy | Nationaal Stadion, Gaborone Toeschouwers: 20.000 Scheidsrechter: Sule Mana |

|                                      |                                      |       |               |                                                                                             |
| 4 juni 2005 «onderlinge duels» 20:00 | Marokko                              | 4 – 1 | Malawi        | Stade Moulay Abdallah, Rabat Toeschouwers: 48.000 Scheidsrechter: Buenkadila Wabelo Bisingu |
| 4 juni 2005 «onderlinge duels» 20:00 | Chamakh 16' Hadji 21' 75' Kharja 72' |       | 10' Chipatala | Stade Moulay Abdallah, Rabat Toeschouwers: 48.000 Scheidsrechter: Buenkadila Wabelo Bisingu |

|                                      |                 |       |       |                                                                                        |
| 5 juni 2005 «onderlinge duels» 16:30 | Guinee          | 1 – 0 | Kenia | Stade du 28 Septembre, Conakry Toeschouwers: 21.000 Scheidsrechter: Jean-Olivier Mbera |
| 5 juni 2005 «onderlinge duels» 16:30 | S. Bangoura 68' |       |       | Stade du 28 Septembre, Conakry Toeschouwers: 21.000 Scheidsrechter: Jean-Olivier Mbera |

|                                       |                               |       |        |                                                                            |
| 11 juni 2005 «onderlinge duels» 19:15 | Tunesië                       | 2 – 0 | Guinee | Stade 7 november, Radès Toeschouwers: 30.000 Scheidsrechter: Lim Kee Chong |
| 11 juni 2005 «onderlinge duels» 19:15 | Clayton 36' (pen.) Chedli 78' |       |        | Stade 7 november, Radès Toeschouwers: 30.000 Scheidsrechter: Lim Kee Chong |

|                                       |                |       |                                             |                                                                           |
| 18 juni 2005 «onderlinge duels» 15:00 | Malawi         | 1 – 3 | Botswana                                    | Kamazustadion, Blantyre Toeschouwers: 20.000 Scheidsrechter: Divine Evehe |
| 18 juni 2005 «onderlinge duels» 15:00 | Mwafulirwa 48' |       | 8' Molwantwa 40' Selolwane 88' Motlhabankwe | Kamazustadion, Blantyre Toeschouwers: 20.000 Scheidsrechter: Divine Evehe |

|                                       |       |       |         |                                                                                     |
| 18 juni 2005 «onderlinge duels» 16:00 | Kenia | 0 – 0 | Marokko | Nationaal Stadion Nyayo, Nairobi Toeschouwers: 50.000 Scheidsrechter: Badara Diatta |
| 18 juni 2005 «onderlinge duels» 16:00 |       |       |         | Nationaal Stadion Nyayo, Nairobi Toeschouwers: 50.000 Scheidsrechter: Badara Diatta |

|                                           |       |                        |         |                                                                                     |
| 3 september 2005 «onderlinge duels» 16:00 | Kenia | 0 – 2                  | Tunesië | Moi International Sports Centre, Nairobi Toeschouwers: 0 Scheidsrechter: Modou Sowe |
| 3 september 2005 «onderlinge duels» 16:00 |       | 2' Guemamdia 85' Jemâa |         | Moi International Sports Centre, Nairobi Toeschouwers: 0 Scheidsrechter: Modou Sowe |

|                                           |                 |       |          |                                                                                   |
| 3 september 2005 «onderlinge duels» 20:00 | Marokko         | 1 – 0 | Botswana | Stade Moulay Abdallah, Rabat Toeschouwers: 25.000 Scheidsrechter: Mohamed Benouza |
| 3 september 2005 «onderlinge duels» 20:00 | El Karkouri 56' |       |          | Stade Moulay Abdallah, Rabat Toeschouwers: 25.000 Scheidsrechter: Mohamed Benouza |

|                                           |                                           |       |                |                                                                              |
| 4 september 2005 «onderlinge duels» 16:30 | Guinee                                    | 3 – 1 | Malawi         | Stade du 28 Septembre, Conakry Toeschouwers: 2.518 Scheidsrechter: Sule Mana |
| 4 september 2005 «onderlinge duels» 16:30 | Feindouno 12' Diawara 36' S. Bangoura 67' |       | 37' Mkandawire | Stade du 28 Septembre, Conakry Toeschouwers: 2.518 Scheidsrechter: Sule Mana |

|                                         |                                |       |       |                                                                           |
| 8 oktober 2005 «onderlinge duels» 15:00 | Malawi                         | 3 – 0 | Kenia | Kamazustadion, Blantyre Toeschouwers: 12.000 Scheidsrechter: Coffi Codjia |
| 8 oktober 2005 «onderlinge duels» 15:00 | Zakazaka 6' Mkandawire 49' 61' |       |       | Kamazustadion, Blantyre Toeschouwers: 12.000 Scheidsrechter: Coffi Codjia |

|                                         |               |       |                      |                                                                             |
| 8 oktober 2005 «onderlinge duels» 16:00 | Botswana      | 1 – 2 | Guinee               | Nationaal Stadion, Gaborone Toeschouwers: 16.800 Scheidsrechter: Modou Sowe |
| 8 oktober 2005 «onderlinge duels» 16:00 | Molwantwa 35' |       | 73', 76' O. Bangoura | Nationaal Stadion, Gaborone Toeschouwers: 16.800 Scheidsrechter: Modou Sowe |

|                                         |                        |       |                            |                                                                                |
| 8 oktober 2005 «onderlinge duels» 20:45 | Tunesië                | 2 – 2 | Marokko                    | Stade 7 november, Radès Toeschouwers: 60.000 Scheidsrechter: Esam Abd El Fatah |
| 8 oktober 2005 «onderlinge duels» 20:45 | Clayton 18' Chedli 69' |       | 3' Chamakh 42' El Karkouri | Stade 7 november, Radès Toeschouwers: 60.000 Scheidsrechter: Esam Abd El Fatah |

## Gekwalificeerde landen (Afrika Cup)
| Land           | Aantal deelnames | Deelnames op rij | Vorige deelname |
| -------------- | ---------------- | ---------------- | --------------- |
| Angola         | 3e               | 1                | 1998            |
| Congo-Kinshasa | 15e              | 8                | 2004            |
| Egypte         | 20e              | 12               | 2004            |
| Ghana          | 15e              | 1                | 2002            |
| Guinee         | 8e               | 2                | 2004            |
| Ivoorkust      | 16e              | 1                | 2002            |
| Kameroen       | 14e              | 6                | 2004            |
| Libië          | 2e               | 1                | 1982            |
| Marokko        | 12e              | 5                | 2004            |
| Nigeria        | 14e              | 4                | 2004            |
| Senegal        | 10e              | 4                | 2004            |
| Togo           | 5e               | 1                | 2002            |
| Tunesië        | 12e              | 7                | 2004            |
| Zambia         | 12e              | 1                | 2002            |
| Zimbabwe       | 2e               | 2                | 2004            |
| Zuid-Afrika    | 6e               | 6                | 2004            |